# Liste des sélectionnés en équipe de France de rugby à XIII
 (mai 2025).
La liste des joueurs sélectionnés en équipe de France de rugby à XIII comprend x joueurs au 15 avril 1934. Le premier Français sélectionné est Antonin Barbazanges le 15 avril 1934 contre l'équipe d'Angleterre.
L'ordre établi prend en compte la date de la première sélection, puis la qualité de titulaire ou remplaçant et enfin l'ordre alphabétique.
A noter qu'à partir des années 1970, on constate que la France treiziste puise de plus en plus ses internationaux dans son propre réservoir de joueurs.
Des joueurs formés dans des clubs treizistes.
Pour arriver à ce que l'on pourrait appeler une autonomie totale de recrutement des internationaux.
Alors qu'au début de l'arrivée du sport en France, dans les années 1930, l'équipe de France est principalement composée d'ancien joueurs « quinzistes».

## 1 à 100
| Nom                 | No  | Première sélection                               | Dernière sélection                               | Matchs | Points |
| ------------------- | --- | ------------------------------------------------ | ------------------------------------------------ | ------ | ------ |
| Jean Cassagneau     | 1   | le 15 avril 1934 contre l'Angleterre             | le 15 avril 1934 contre l'Angleterre             | 1      | 0      |
| Robert Samatan      | 2   | le 15 avril 1934 contre l'Angleterre             | le 6 décembre 1936 contre le pays de Galles      | 5      | 12     |
| Antonin Barbazanges | 3   | le 15 avril 1934 contre l'Angleterre             | le 23 novembre 1935 contre le pays de Galles     | 2      | 0      |
| François Nouel      | 4   | le 15 avril 1934 contre l'Angleterre             | le 15 avril 1934 contre l'Angleterre             | 1      | 0      |
| Laurent Lambert     | 5   | le 15 avril 1934 contre l'Angleterre             | le 23 novembre 1935 contre le pays de Galles     | 2      | 3      |
| Charles Mathon      | 6   | le 15 avril 1934 contre l'Angleterre             | le 15 avril 1934 contre l'Angleterre             | 1      | 0      |
| Joseph Carrère      | 7   | le 15 avril 1934 contre l'Angleterre             | le 16 février 1936 contre l'Angleterre           | 4      | 0      |
| François Recaborde  | 8   | le 15 avril 1934 contre l'Angleterre             | le 15 avril 1934 contre l'Angleterre             | 1      | 0      |
| Jean Galia          | 9   | le 15 avril 1934 contre l'Angleterre             | le 6 mai 1936 contre les Dominions               | 4      | 6      |
| Jean Duhau          | 10  | le 15 avril 1934 contre l'Angleterre             | le 21 mars 1937 contre les Dominions             | 3      | 15     |
| Charles Petit       | 11  | le 15 avril 1934 contre l'Angleterre             | le 1er janvier 1938 contre l'Austrtalie          | 5      | 0      |
| Maurice Porra       | 12  | le 15 avril 1934 contre l'Angleterre             | le 11 avril 1937 contre l'Angleterre             | 6      | 0      |
| Georges Blanc       | 13  | le 15 avril 1934 contre l'Angleterre             | le 15 avril 1934 contre l'Angleterre             | 1      | 0      |
| Marius Guiral       | 14  | le 1er janvier 1935 contre le pays de Galles     | le 2 avril 1938 contre le pays de Galles         | 7      | 4      |
| André Cussac        | 15  | le 1er janvier 1935 contre le pays de Galles     | le 16 janvier 1938 contre l'Australie            | 6      | 6      |
| Georges Caussarieu  | 16  | le 1er janvier 1935 contre le pays de Galles     | le 16 février 1936 contre l'Angleterre           | 2      | 0      |
| François Noguères   | 17  | le 1er janvier 1935 contre le pays de Galles     | le 26 avril 1939 contre le pays de Galles        | 8      | 0      |
| Max Rousié          | 18  | le 1er janvier 1935 contre le pays de Galles     | le 26 avril 1939 contre le pays de Galles        | 12     | 41     |
| Pierre Germineau    | 19  | le 1er janvier 1935 contre le pays de Galles     | le 6 mai 1936 contre les Dominions               | 1      | 4      |
| Roger Claudel       | 20  | le 1er janvier 1935 contre le pays de Galles     | le 23 novembre 1935 contre le pays de Galles     | 4      | 0      |
| André Rousse        | 21  | le 1er janvier 1935 contre le pays de Galles     | le 2 avril 1938 contre le pays de Galles         | 7      | 0      |
| Robert Chabannes    | 22  | le 1er janvier 1935 contre le pays de Galles     | le 1er janvier 1935 contre le pays de Galles     | 1      | 0      |
| Aimé Bardes         | 23  | le 28 mars 1935 contre l'Angleterre              | le 28 mars 1935 contre l'Angleterre              | 1      | 0      |
| Louis Brané         | 24  | le 28 mars 1935 contre l'Angleterre              | le 26 avril 1939 contre le pays de Galles        | 6      | 3      |
| Roger Lanta         | 25  | le 28 mars 1935 contre l'Angleterre              | le 6 mai 1936 contre les Dominions               | 1      | 0      |
| Raoul Bonamy        | 26  | le 23 novembre 1935 contre le pays de Galles     | le 23 novembre 1935 contre le pays de Galles     | 1      | 0      |
| Étienne Cougnenc    | 27  | le 23 novembre 1935 contre le pays de Galles     | le 26 avril 1939 contre le pays de Galles        | 4      | 9      |
| Jean Daffis         | 28  | le 23 novembre 1935 contre le pays de Galles     | le 23 novembre 1935 contre le pays de Galles     | 1      | 0      |
| Georges Lavielle    | 29  | le 23 novembre 1935 contre le pays de Galles     | le 23 novembre 1935 contre le pays de Galles     | 1      | 0      |
| Henri Mounes        | 30  | le 23 novembre 1935 contre le pays de Galles     | le 23 novembre 1935 contre le pays de Galles     | 1      | 0      |
| René Barnoud        | 31  | le 16 février 1936 contre l'Angleterre           | le 16 février 1936 contre l'Angleterre           | 1      | 0      |
| André Bruzy         | 32  | le 16 février 1936 contre l'Angleterre           | le 26 avril 1939 contre le pays de Galles        | 4      | 3      |
| Joseph Griffard     | 33  | le 16 février 1936 contre l'Angleterre           | le 2 avril 1938 contre le pays de Galles         | 6      | 3      |
| Marcel Villafranca  | -   | le 6 mai 1936 contre les Dominions               | le 6 mai 1936 contre l'Angleterre                | -      | -      |
| Émile Bosc          | 34  | le 6 décembre 1936 contre le pays de Galles      | le 1er janvier 1938 contre l'Australie           | 3      | 3      |
| Pierre Brinsolles   | 35  | le 6 décembre 1936 contre le pays de Galles      | le 26 avril 1939 contre le pays de Galles        | 7      | 0      |
| Eugène Chaud        | 36  | le 6 décembre 1936 contre le pays de Galles      | le 1er janvier 1938 contre l'Australie           | 2      | 0      |
| Sylvain Claverie    | 37  | le 6 décembre 1936 contre le pays de Galles      | le 6 décembre 1936 contre le pays de Galles      | 1      | 0      |
| Henri Jeansous      | 38  | le 6 décembre 1936 contre le pays de Galles      | le 6 décembre 1936 contre le pays de Galles      | 1      | 0      |
| Baptiste Carbo      | -   | le 21 mars 1937 contre les Dominions             | le 21 mars 1937 contre les Dominions             | -      | -      |
| André Micq          | -   | le 21 mars 1937 contre les Dominions             | le 11 avril 1937 contre l'Angleterre             | -      | -      |
| Maurice Brunetaud   | 39  | le 10 avril 1937 contre d'Angleterre             | le 24 mars 1946 contre le pays de Galles         | 8      | 9      |
| Gaston Amila        | -   | le 1er novembre 1937 contre l'Empire britannique | le 1er novembre 1937 contre l'Empire britannique | -      | -      |
| Charles Lamarque    | 40  | le 1er janvier 1938 contre l'Australie           | le 1er janvier 1938 contre l'Australie           | 1      | 0      |
| Sylvain Bès         | 41  | le 1er janvier 1938 contre l'Australie           | le 1er janvier 1938 contre l'Australie           | 1      | 0      |
| Justin Davant       | 42  | le 1er janvier 1938 contre l'Australie           | le 1er janvier 1938 contre l'Australie           | 1      | 0      |
| Henri Durand        | 43  | le 1er janvier 1938 contre l'Australie           | le 12 novembre 1949 contre l'Empire britannique  | 13     | 3      |
| Élisée Domercq      | 44  | le 1er janvier 1938 contre l'Australie           | le 1er janvier 1938 contre l'Australie           | 1      | 0      |
| Cyprien Estoueigt   | 45  | le 16 janvier 1938 contre l'Australie            | le 2 avril 1938 contre le pays de Galles         | 3      | 0      |
| Henri Sanz          | 46  | le 16 janvier 1938 contre l'Australie            | le 2 avril 1938 contre le pays de Galles         | 3      | 6      |
| Jean Dauger         | 47  | le 16 janvier 1938 contre l'Australie            | le 26 avril 1939 contre le pays de Galles        | 5      | 3      |
| Antoine Blain       | 48  | le 16 janvier 1938 contre l'Australie            | le 26 avril 1939 contre le pays de Galles        | 3      | 3      |
| Marcel Nourrit      | 49  | le 16 janvier 1938 contre l'Australie            | le 2 avril 1938 contre le pays de Galles         | 3      | 0      |
| Pierre Etchart      | 50  | le 16 janvier 1938 contre l'Australie            | le 23 février 1946 contre l'Angleterre           | 2      | 0      |
| Alexandre Salat     | 51  | le 20 mars 1938 contre l'Angleterre              | le 20 mars 1938 contre l'Angleterre              | 1      | 3      |
| André Gau           | 52  | le 20 mars 1938 contre l'Angleterre              | le 2 avril 1938 contre le pays de Galles         | 2      | 0      |
| Marcel Delhommeau   | 53  | le 2 avril 1938 contre le pays de Galles         | le 2 avril 1938 contre le pays de Galles         | 1      | 0      |
| Raphaël Saris       | 54  | le 25 février 1939 contre l'Angleterre           | le 26 avril 1939 contre le pays de Galles        | 2      | 0      |
| Joseph Desclaux     | 55  | le 25 février 1939 contre l'Angleterre           | le 26 avril 1939 contre le pays de Galles        | 2      | 6      |
| Henri Gibert        | 56  | le 25 février 1939 contre l'Angleterre           | le 12 avril 1947 contre le pays de Galles        | 6      | 0      |
| Puig-Aubert         | 57  | le 23 février 1946 contre l'Angleterre           | le 10 mai 1956 contre l'Angleterre               | 46     | 325    |
| Frédéric Trescazes  | 58  | le 23 février 1946 contre l'Angleterre           | le 25 janvier 1949 contre l'Australie            | 8      | 9      |
| Robert Caillou      | 59  | le 23 février 1946 contre l'Angleterre           | le 26 mai 1949 contre l'Empire britannique       | 11     | 6      |
| Gaston Comes        | 60  | le 23 février 1946 contre l'Angleterre           | le 3 novembre 1951 contre l'Empire britannique   | 18     | 18     |
| Gaston Calixte      | 61  | le 23 février 1946 contre l'Angleterre           | le 21 juillet 1951 contre l'Australie            | 15     | 12     |
| Joseph Maso         | 62  | le 23 février 1946 contre l'Angleterre           | le 4 décembre 1949 contre l'Australie            | 8      | 0      |
| Gaston Combes       | 63  | le 23 février 1946 contre l'Angleterre           | le 3 novembre 1951 contre l'Empire britannique   | 5      | 0      |
| Martin Martin       | 64  | le 23 février 1946 contre l'Angleterre           | le 23 novembre 1952 contre l'Empire britannique  | 21     | 9      |
| Gabriel Berthomieu  | 65  | le 23 février 1946 contre l'Angleterre           | le 17 juin 1957 contre la Nouvelle-Zélande       | 38     | 9      |
| Robert Casse        | 66  | le 24 mars 1946 contre le pays de Galles         | le 9 janvier 1949 contre l'Australie             | 3      | 0      |
| Paul Dejean         | 67  | le 24 mars 1946 contre le pays de Galles         | le 15 janvier 1950 contre l'Angleterre           | 10     | 23     |
| Robert Joly         | 68  | le 24 mars 1946 contre le pays de Galles         | le 24 mars 1946 contre le pays de Galles         | 1      | 0      |
| Ambroise Ulma       | 69  | le 24 mars 1946 contre le pays de Galles         | le 15 janvier 1950 contre l'Empire britannique   | 15     | 0      |
| Élie Brousse        | 70  | le 24 mars 1946 contre le pays de Galles         | le 25 janvier 1953 contre l'Australie            | 31     | 24     |
| Robert Joanblanq    | 71  | le 8 décembre 1946 contre l'Angleterre           | le 18 janvier 1947 contre le pays de Galles      | 2      | 3      |
| Jean Poch           | 72  | le 8 décembre 1946 contre l'Angleterre           | le 8 décembre 1946 contre l'Angleterre           | 1      | 0      |
| Denis Martiquet     | 73  | le 18 janvier 1947 contre le pays de Galles      | le 18 janvier 1947 contre le pays de Galles      | 1      | 0      |
| Marcel Volot        | 74  | le 18 janvier 1947 contre le pays de Galles      | le 25 octobre 1947 contre l'Angleterre           | 2      | 0      |
| Odé Lepes           | 75  | le 12 avril 1947 contre le pays de Galles        | le 23 novembre 1952 contre l'Empire britannique  | 17     | 24     |
| Henri Sorondo       | 76  | le 17 mai 1947 contre l'Angleterre               | le 28 décembre 1947 contre la Nouvelle-Zélande   | 2      | 0      |
| Pierre Taillantou   | 77  | le 17 mai 1947 contre l'Angleterre               | le 9 janvier 1949 contre l'Australie             | 8      | 3      |
| René Duffort        | 78  | le 17 mai 1947 contre l'Angleterre               | le 7 novembre 1953 contre l'Angleterre           | 19     | 3      |
| Raymond Detchart    | 79  | le 17 mai 1947 contre l'Angleterre               | le 17 mai 1947 contre l'Angleterre               | 1      | 0      |
| Raoul Pérez         | 80  | le 17 mai 1947 contre l'Angleterre               | le 11 avril 1953 contre l'Angleterre             | 10     | 12     |
| André Béraud        | 81  | le 25 octobre 1947 contre l'Angleterre           | le 13 décembre 1953 contre le pays de Galles     | 17     | 6      |
| José Audignon       | 82  | le 25 novembre 1947 contre le pays de Galles     | le 25 novembre 1947 contre le pays de Galles     | 1      | 0      |
| Germain Calbète     | 83  | le 25 novembre 1947 contre le pays de Galles     | le 24 mai 1953 contre la Grande-Bretagne         | 2      | 0      |
| Louis Llari         | 84  | le 25 janvier 1948 contre la Nouvelle-Zélande    | le 25 octobre 1952 contre l'Angleterre           | 4      | 0      |
| Joseph Crespo       | 85  | le 25 janvier 1948 contre la Nouvelle-Zélande    | le 13 novembre 1954 contre la Grande-Bretagne    | 28     | 41     |
| Lucien Barris       | 86  | le 25 janvier 1948 contre la Nouvelle-Zélande    | le 4 décembre 1949 contre l'Angleterre           | 2      | 0      |
| Édouard Ponsinet    | 87  | le 25 janvier 1948 contre la Nouvelle-Zélande    | le 18 octobre 1953 contre l'Empire britannique   | 16     | 6      |
| Jean Barreteau      | 88  | le 20 mars 1948 contre le pays Galles            | le 25 janvier 1949 contre l'Australie            | 4      | 14     |
| André Hatchondo     | 89  | le 20 mars 1948 contre le pays Galles            | le 26 mai 1949 contre l'Empire britannique       | 2      | 0      |
| Albert Kaempf       | 90  | le 20 mars 1948 contre le pays Galles            | le 9 janvier 1949 contre l'Australie             | 2      | 0      |
| Henri Riu           | 91  | le 20 mars 1948 contre le pays Galles            | le 25 janvier 1949 contre l'Australie            | 2      | 0      |
| Raymond Contrastin  | 92  | le 11 avril 1948 contre l'Angleterre             | le 16 mars 1958 contre la Grande-Bretagne        | 32     | 72     |
| Bernard Cesses      | 93  | le 11 avril 1948 contre l'Angleterre             | le 11 avril 1948 contre l'Angleterre             | 1      | 0      |
| Jean Dop            | 94  | le 23 octobre 1948 contre le pays de Galles      | le 23 novembre 1957 contre la Grande-Bretagne    | 20     | 3      |
| Louis Mazon         | 95  | le 23 octobre 1948 contre le pays de Galles      | le 9 janvier 1954 contre les États-Unis          | 14     | 0      |
| Vincent Cantoni     | 96  | le 28 novembre 1948 contre l'Angleterre          | le 13 novembre 1954 contre la Grande-Bretagne    | 24     | 39     |
| Ulysse Négrier      | 97  | le 9 janvier 1949 contre l'Australie             | le 12 novembre 1949 contre le pays de Galles     | 3      | 3      |
| Paul Bartoletti     | 98  | le 23 janvier 1949 contre l'Australie            | le 27 avril 1954 contre la Grande-Bretagne       | 15     | 3      |
| Charles Galaup      | 99  | le 12 mars 1949 contre l'Angleterre              | le 11 juin 1951 contre l'Australie               | 7      | 3      |
| Roger Guilhem       | 100 | le 10 avril 1949 contre le pays de Galles        | le 19 mai 1955 contre le pays de Galles          | 9      | 3      |

## 101 à 200
| Nom                  | No  | Première sélection                              | Dernière sélection                              | Matchs | Points |
| -------------------- | --- | ----------------------------------------------- | ----------------------------------------------- | ------ | ------ |
| Fernand Thomas       | -   | le 26 mai 1949 contre l'Empire britannique      | le 26 mai 1949 contre l'Empire britannique      | -      | -      |
| Henri Vaslin         | 101 | le 15 janvier 1950 contre l'Empire britannique  | le 6 février 1952 contre le pays de Galles      | 2      | 3      |
| Gabriel Genoud       | 102 | le 15 janvier 1950 contre l'Empire britannique  | le 11 avril 1953 contre l'Angleterre            | 8      | 3      |
| Yves Treilhes        | 103 | le 10 décembre 1950 contre l'Empire britannique | le 10 décembre 1950 contre l'Empire britannique | 1      | 0      |
| Jacques Merquey      | 104 | le 15 avril 1951 contre l'Empire britannique    | le 31 octobre 1959 contre l'Australie           | 38     | 51     |
| Irénée Carrère       | 105 | le 15 avril 1951 contre l'Empire britannique    | le 27 avril 1954 contre la Grande-Bretagne      | 2      | 0      |
| François Rinaldi     | 106 | le 15 avril 1951 contre l'Empire britannique    | le 1er novembre 1956 contre l'Australie         | 21     | 3      |
| Michel Lopez         | 107 | le 15 avril 1951 contre l'Empire britannique    | le 15 avril 1951 contre l'Empire britannique    | 1      | 2      |
| François Montrucolis | 108 | le 4 août 1951 contre la Nouvelle-Zélande       | le 23 novembre 1957 contre la Grande-Bretagne   | 16     | 5      |
| Maurice Voron        | 109 | le 23 décembre 1951 contre la Nouvelle-Zélande  | le 23 mars 1960 contre la Grande-Bretagne       | 26     | 15     |
| Gilbert Benausse     | 110 | le 23 décembre 1951 contre la Nouvelle-Zélande  | le 18 janvier 1964 contre l'Australie           | 46     | 168    |
| André Carrère        | 111 | le 30 décembre 1951 contre la Nouvelle-Zélande  | le 18 juillet 1964 contre l'Australie           | 29     | 31     |
| Jean Hatchondo       | 112 | le 6 avril 1952 contre le pays de Galles        | le 6 avril 1952 contre le pays de Galles        | 1      | 0      |
| Jean Audoubert       | 113 | le 6 avril 1952 contre le pays de Galles        | le 15 janvier 1956 contre la Nouvelle-Zélande   | 18     | 3      |
| Claude Teisseire     | 114 | le 22 mai 1952 contre la Grande-Bretagne        | le 18 novembre 1961 contre la Nouvelle-Zélande  | 16     | 9      |
| René Bernard         | 115 | le 22 mai 1952 contre la Grande-Bretagne        | le 11 avril 1956 contre la Grande-Bretagne      | 8      | 0      |
| Marcel Gacia         | 116 | le 22 mai 1952 contre la Grande-Bretagne        | le 22 mai 1952 contre la Grande-Bretagne        | 1      | 0      |
| Maurice Bellan       | 117 | le 25 octobre 1952 contre le pays de Galles     | le 23 novembre 1952 contre l'Empire britannique | 2      | 3      |
| Roger Rey            | 118 | le 25 octobre 1952 contre le pays de Galles     | le 12 octobre 1961 contre la Rugby League       | 21     | 12     |
| Jean Bombail         | 119 | le 25 octobre 1952 contre le pays de Galles     | le 25 octobre 1952 contre le pays de Galles     | 1      | 0      |
| Christian Duplé      | 120 | le 25 octobre 1952 contre le pays de Galles     | le 2 mars 1958 contre la Grande-Bretagne        | 17     | 11     |
| Guy Delaye           | 121 | le 23 novembre 1952 contre Autres nationalités  | le 11 juin 1955 contre l'Australie              | 4      | 3      |
| Pascal Eito          | 122 | le 26 décembre 1952 contre l'Australie          | le 10 mai 1956 contre l'Angleterre              | 6      | 10     |
| Jean Dedieu          | 123 | le 26 décembre 1952 contre l'Australie          | le 26 décembre 1952 contre l'Australie          | 1      | 0      |
| André Rives          | 124 | le 11 janvier 1953 contre l'Australie           | le 5 avril 1959 contre la Grande-Bretagne       | 13     | 22     |
| Antoine Jimenez      | 125 | le 11 avril 1953 contre l'Angleterre            | le 6 août 1960 contre la Nouvelle-Zélande       | 32     | 18     |
| André Carrère        | 126 | le 18 octobre 1953 contre Autres Nationalités   | le 7 novembre 1953 contre l'Angleterre          | 2      | 0      |
| André Savonne        | 127 | le 7 novembre 1953 contre l'Angleterre          | le 11 décembre 1960 contre la Grande-Bretagne   | 17     | 27     |
| Joseph Krawczyk      | 128 | le 7 novembre 1953 contre l'Angleterre          | le 15 janvier 1956 contre la Nouvelle-Zélande   | 8      | 3      |
| Jean Pambrun         | 129 | le 7 novembre 1953 contre l'Angleterre          | le 26 janvier 1957 contre la Grande-Bretagne    | 9      | 3      |
| Roger Estrada        | 130 | le 13 décembre 1953 contre le pays de Galles    | le 13 décembre 1953 contre le pays de Galles    | 1      | 8      |
| Gilbert Alberti      | 131 | le 13 décembre 1953 contre le pays de Galles    | le 12 décembre 1965 contre la Nouvelle-Zélande  | 10     | 6      |
| Marcel Blanc         | 132 | le 13 décembre 1953 contre le pays de Galles    | le 13 décembre 1953 contre le pays de Galles    | 1      | 0      |
| Armand Save          | 133 | le 9 janvier 1954 contre les États-Unis         | le 15 juin 1957 contre la Grande-Bretagne       | 9      | 6      |
| Gilbert Verdié       | 134 | le 11 novembre 1954 contre la Grande-Bretagne   | le 16 mars 1958 contre la Grande-Bretagne       | 5      | 0      |
| Guy Augey            | -   | le 19 mai 1955 contre le pays de Galles         | le 19 mai 1955 contre le pays de Galles         | 1      | ?      |
| André Ducasse        | 135 | le 11 juin 1955 contre l'Australie              | le 3 mars 1957 contre la Grande-Bretagne        | 11     | 27     |
| René Moulis          | 136 | le 11 juin 1955 contre l'Australie              | le 1 avril 1957 contre la Grande-Bretagne       | 2      | 0      |
| Joseph Vanel         | 137 | le 11 juin 1955 contre l'Australie              | le 10 mai 1956 contre l'Angleterre              | 8      | 6      |
| Jacques Fabre        | 138 | le 23 juillet 1955 contre l'Australie           | le 5 avril 1959 contre la Grande-Bretagne       | 9      | 3      |
| Francis Lévy         | 139 | le 23 juillet 1955 contre l'Australie           | le 3 novembre 1957 contre la Grande-Bretagne    | 6      | 3      |
| André Delpoux        | 140 | le 6 août 1955 contre la Nouvelle-Zélande       | le 15 janvier 1956 contre la Nouvelle-Zélande   | 3      | 3      |
| Jean Jammes          | 141 | le 13 août 1955 contre la Nouvelle-Zélande      | le 13 août 1955 contre la Nouvelle-Zélande      | 1      | 0      |
| Louis Poletti        | 142 | le 19 octobre 1955 contre l'Empire britannique  | le 11 décembre 1960 contre la Grande-Bretagne   | 10     | 3      |
| Guy Cardona          | 143 | le 19 octobre 1955 contre l'Empire britannique  | le 19 octobre 1955 contre l'Empire britannique  | 1      | 0      |
| Ermes Tarozzi        | 144 | le 19 octobre 1955 contre l'Empire britannique  | le 11 avril 1956 contre la Grande-Bretagne      | 6      | 3      |
| Jean Rouqueirol      | 145 | le 19 octobre 1955 contre l'Empire britannique  | le 14 mars 1959 contre la Grande-Bretagne       | 10     | 8      |
| Auguste Ambert       | 146 | le 11 décembre 1955 contre la Grande-Bretagne   | le 1er novembre 1956 contre l'Australie         | 2      |        |
| Antranik Apelian     | 147 | le 11 décembre 1955 contre la Grande-Bretagne   | le 28 janvier 1961 contre la Grande-Bretagne    | 17     | 0      |
| Augustin Parent      | 148 | le 15 janvier 1956 contre la Nouvelle-Zélande   | le 23 novembre 1957 contre la Grande-Bretagne   | 10     | 6      |
| André Audy           | 149 | le 11 avril 1956 contre la Grande-Bretagne      | le 23 décembre 1956 contre l'Australie          | 3      | 4      |
| Paul Caujolle        | 150 | le 11 avril 1956 contre la Grande-Bretagne      | le 11 avril 1956 contre la Grande-Bretagne      | 1      | 0      |
| Joseph Guiraud       | 151 | le 10 mai 1956 contre l'Angleterre              | le 28 janvier 1961 contre la Grande-Bretagne    | 7      | 20     |
| Roger Frassi         | 152 | le 10 mai 1956 contre l'Angleterre              | le 10 mai 1956 contre l'Angleterre              | 1      | 0      |
| Robert Médus         | 153 | le 10 mai 1956 contre l'Angleterre              | le 23 novembre 1957 contre la Grande-Bretagne   | 5      | 3      |
| Angélo Boldini       | 154 | le 10 mai 1956 contre l'Angleterre              | le 8 octobre 1960 contre la Nouvelle-Zélande    | 10     | 0      |
| Guy Lucia            | 155 | le 1er novembre 1956 contre l'Australie         | le 1er novembre 1956 contre l'Australie         | 1      | 0      |
| Jean Nédorézoff      | 156 | le 13 janvier 1957 contre l'Australie           | le 26 janvier 1957 contre la Grande-Bretagne    | 2      | 3      |
| Henri Delhoste       | 157 | le 13 janvier 1957 contre l'Australie           | le 13 octobre 1960 contre la Nouvelle-Zélande   | 6      | 3      |
| Louis Michel         | 158 | le 13 janvier 1957 contre l'Australie           | le 26 janvier 1957 contre la Grande-Bretagne    | 2      | 0      |
| Jean Darricau        | 159 | le 3 mars 1957 contre la Grande-Bretagne        | le 23 novembre 1957 contre la Grande-Bretagne   | 3      | 0      |
| René Jean            | 160 | le 3 mars 1957 contre la Grande-Bretagne        | le 20 décembre 1959 contre l'Australie          | 6      | 0      |
| Serge Tonus          | 161 | le 3 mars 1957 contre la Grande-Bretagne        | le 20 janvier 1960 contre l'Australie           | 7      | 3      |
| René Ferrero         | 162 | le 10 avril 1957 contre la Grande-Bretagne      | le 22 juin 1957 contre l'Australie              | 3      | 0      |
| Guy Husson           | 163 | le 15 juin 1957 contre la Grande-Bretagne       | le 22 juin 1957 contre l'Australie              | 3      | 0      |
| Jean Foussat         | 164 | le 17 juin 1957 contre l'Australie              | le 28 janvier 1961 contre la Grande-Bretagne    | 10     | 18     |
| Célestin Ayme        | 165 | le 3 novembre 1957 contre la Grande-Bretagne    | le 3 novembre 1957 contre la Grande-Bretagne    | 1      | 3      |
| Bernard Fabre        | 166 | le 3 novembre 1957 contre la Grande-Bretagne    | le 15 août 1964 contre la Nouvelle-Zélande      | 23     | 6      |
| Jean-Marie Bez       | 167 | le 3 novembre 1957 contre la Grande-Bretagne    | le 3 novembre 1957 contre la Grande-Bretagne    | 1      | 0      |
| André Lacaze         | 168 | le 23 novembre 1957 contre la Grande-Bretagne   | le 22 décembre 1963 contre l'Australie          | 11     | 28     |
| Clément Andrinople   | 169 | le 2 mars 1958 contre la Grande-Bretagne        | le 2 mars 1958 contre la Grande-Bretagne        | 1      | 0      |
| Roger Lacans         | 170 | le 2 mars 1958 contre la Grande-Bretagne        | le 14 mars 1959 contre la Grande-Bretagne       | 3      | 0      |
| Robert Eramouspé     | 171 | le 1er mars 1959 contre le pays de Galles       | le 18 juillet 1964 contre l'Australie           | 25     | 3      |
| Raymond Gruppi       | 172 | le 14 mars 1959 contre la Grande-Bretagne       | le 3 avril 1963 contre la Grande-Bretagne       | 16     | 21     |
| Marcel Bonnet        | 173 | le 14 mars 1959 contre la Grande-Bretagne       | le 5 avril 1959 contre la Grande-Bretagne       | 2      | 3      |
| Georges Fages        | 174 | le 14 mars 1959 contre la Grande-Bretagne       | le 18 mars 1964 contre la Grande-Bretagne       | 18     | 3      |
| Roger Majoral        | 175 | le 14 mars 1959 contre la Grande-Bretagne       | le 5 avril 1959 contre la Grande-Bretagne       | 2      | 0      |
| Pierre Lacaze        | 176 | le 31 octobre 1959 contre l'Australie           | le 24 décembre 1967 contre l'Australie          | 18     | 116    |
| Jean Panno           | 177 | le 31 octobre 1959 contre l'Australie           | le 23 janvier 1965 contre la Grande-Bretagne    | 17     | 0      |
| Aldo Quaglio         | 178 | le 31 octobre 1959 contre l'Australie           | le 17 février 1963 contre le pays de Galles     | 16     | 12     |
| Jean Aubert          | 179 | le 31 octobre 1959 contre l'Australie           | le 31 octobre 1959 contre l'Australie           | 1      | 0      |
| Jean Barthe          | 180 | le 31 octobre 1959 contre l'Australie           | le 18 janvier 1964 contre l'Australie           | 20     | 0      |
| Claude Mantoulan     | 181 | le 20 décembre 1959 contre l'Australie          | le 25 janvier 1970 contre le pays de Galles     | 45     | 59     |
| Robert Moulinas      | 182 | le 20 décembre 1959 contre l'Australie          | le 26 mars 1960 contre la Grande-Bretagne       | 2      | 0      |
| Honoré Conti         | 183 | le 20 décembre 1959 contre l'Australie          | le 3 avril 1963 contre la Grande-Bretagne       | 5      | 0      |
| André Casas          | 184 | le 20 décembre 1959 contre l'Australie          | le 13 octobre 1960 contre la Nouvelle-Zélande   | 8      | 0      |
| Marcel Bescos        | 185 | le 20 décembre 1959 contre l'Australie          | le 5 mars 1966 contre la Grande-Bretagne        | 20     | 3      |
| Gérard Belivaud      | 186 | le 20 janvier 1960 contre l'Australie           | le 3 avril 1963 contre la Grande-Bretagne       | 2      | 3      |
| Pierre Laurent       | 187 | le 20 janvier 1960 contre l'Australie           | le 20 janvier 1960 contre l'Australie           | 1      | 0      |
| René Benausse        | 188 | le 6 mars 1960 contre la Grande-Bretagne        | le 26 mars 1960 contre la Grande-Bretagne       | 2      | 0      |
| Robert Majorel       | 189 | le 6 mars 1960 contre la Grande-Bretagne        | le 6 mars 1960 contre la Grande-Bretagne        | 1      | 0      |
| Jean Vergès          | 190 | le 26 mars 1960 contre la Grande-Bretagne       | le 26 mars 1960 contre la Grande-Bretagne       | 1      | 3      |
| Yvon Gourbal         | 191 | le 23 mars 1960 contre la Grande-Bretagne       | le 6 décembre 1964 contre la Grande-Bretagne    | 5      | 0      |
| Francis Rossi        | 192 | le 11 juin 1960 contre l'Australie              | le 13 octobre 1960 contre la Nouvelle-Zélande   | 2      | 0      |
| Jacques Dubon        | 193 | le 2 juillet 1960 contre l'Australie            | le 2 décembre 1962 contre la Grande-Bretagne    | 12     | 12     |
| André Vadon          | 194 | le 2 juillet 1960 contre l'Australie            | le 3 avril 1963 contre la Grande-Bretagne       | 8      | 0      |
| André Marty          | 195 | le 16 juillet 1960 contre l'Australie           | le 6 août 1960 contre la Nouvelle-Zélande       | 2      | 0      |
| Alain Perducat       | 196 | le 23 juillet 1960 contre l'Australie           | le 6 août 1960 contre la Nouvelle-Zélande       | 2      | 0      |
| Yves Mézard          | 197 | le 1er octobre 1960 contre la Grande-Bretagne   | le 1er octobre 1960 contre la Grande-Bretagne   | 1      | 0      |
| Serge Estieau        | 198 | le 28 janvier 1961 contre la Grande-Bretagne    | le 15 août 1964 contre la Nouvelle-Zélande      | 8      | 0      |
| Jean Etcheberry      | 199 | le 11 novembre 1961 contre la Nouvelle-Zélande  | le 18 mars 1964 contre la Grande-Bretagne       | 7      | 3      |
| Gérard Dautant       | 200 | le 11 novembre 1961 contre la Nouvelle-Zélande  | le 11 novembre 1961 contre la Nouvelle-Zélande  | 1      | 0      |

## 201 à 300
| Nom                    | No  | Première sélection                             | Dernière sélection                             | Matchs | Points |
| ---------------------- | --- | ---------------------------------------------- | ---------------------------------------------- | ------ | ------ |
| Roger Llanas           | 204 | le 11 novembre 1961 contre la Nouvelle-Zélande | le 17 novembre 1962 contre l'Angleterre        | 3      | 0      |
| Yves Civil             | 205 | le 18 novembre 1961 contre la Nouvelle-Zélande | le 18 novembre 1961 contre la Nouvelle-Zélande | 1      | 0      |
| Camille Combeau        | 206 | le 18 novembre 1961 contre la Nouvelle-Zélande | le 18 novembre 1961 contre la Nouvelle-Zélande | 1      | 2      |
| Jacques Poux           | 207 | le 9 décembre 1961 contre la Nouvelle-Zélande  | le 23 janvier 1965 contre la Grande-Bretagne   | 2      | 0      |
| Jean Graciet           | 209 | le 9 décembre 1961 contre la Nouvelle-Zélande  | le 12 décembre 1965 contre la Nouvelle-Zélande | 12     | 0      |
| Georges Aillères       | 210 | le 9 décembre 1961 contre la Nouvelle-Zélande  | le 15 mars 1970 contre la Nouvelle-Zélande     | 35     | 3      |
| Louis Vergé            | 211 | le 17 février 1962 contre la Grande-Bretagne   | le 1er août 1964 contre la Nouvelle-Zélande    | 11     | 15     |
| Hervé Larrue           | 203 | le 12 octobre 1961 contre la Rugby League      | le 18 janvier 1964 contre l'Australie          | 2      | ?      |
| André Bourreil         | 204 | le 17 novembre 1962 contre l'Angleterre        | le 15 août 1964 contre la Nouvelle-Zélande     | 6      | 3      |
| Laurent Roldos         | 205 | le 17 février 1963 contre le pays de Galles    | le 18 janvier 1964 contre l'Australie          | 4      | 6      |
| Jacques Gruppi         | 206 | le 17 février 1963 contre le pays de Galles    | le 17 mars 1971 contre la Grande-Bretagne      | 11     | 6      |
| Michel Boule           | 207 | le 3 avril 1963 contre la Grande-Bretagne      | le 15 août 1964 contre la Nouvelle-Zélande     | 7      | 6      |
| Henri Castel           | 208 | le 3 avril 1963 contre la Grande-Bretagne      | le 13 juin 1964 contre l'Australie             | 2      | 0      |
| Laurent Faletti        | 209 | le 3 avril 1963 contre la Grande-Bretagne      | le 13 juin 1964 contre l'Australie             | 6      | 0      |
| Pierre Escourrou       | 210 | le 3 avril 1963 contre la Grande-Bretagne      | le 3 avril 1963 contre la Grande-Bretagne      | 1      | 0      |
| Jean Villeneuve        | 211 | le 8 décembre 1963 contre l'Australie          | le 1er août 1964 contre la Nouvelle-Zélande    | 9      | 12     |
| Henri Marracq          | 212 | le 8 décembre 1963 contre l'Australie          | le 25 octobre 1969 contre l'Angleterre         | 20     | 6      |
| Daniel Pellerin        | 213 | le 18 janvier 1964 contre l'Australie          | le 11 novembre 1970 contre l'Australie         | 13     | 12     |
| Philippe Labache       | 214 | le 8 mars 1964 contre la Grande-Bretagne       | le 8 mars 1964 contre la Grande-Bretagne       | 1      | 0      |
| Roger Garnung          | 215 | le 8 mars 1964 contre la Grande-Bretagne       | le 11 février 1968 contre la Grande-Bretagne   | 18     | 25     |
| Henri Chamorin         | 216 | le 8 mars 1964 contre la Grande-Bretagne       | le 22 janvier 1967 contre la Grande-Bretagne   | 8      | 3      |
| Gérard Savonne         | 217 | le 18 mars 1964 contre la Grande-Bretagne      | le 4 mai 1967 contre la Grande-Bretagne        | 7      | 3      |
| Jean-Pierre Lecompte   | 218 | le 18 mars 1964 contre la Grande-Bretagne      | le 10 juin 1968 contre l'Australie             | 20     | 9      |
| Jean Kaczmarek         | 219 | le 18 mars 1964 contre la Grande-Bretagne      | le 18 mars 1964 contre la Grande-Bretagne      | 1      | 0      |
| Yves Bégou             | 220 | le 18 mars 1964 contre la Grande-Bretagne      | le 25 janvier 1970 contre le pays de Galles    | 15     | 3      |
| Joseph Lapoterie       | 221 | le 13 juin 1964 contre l'Australie             | le 25 juillet 1964 contre la Nouvelle-Zélande  | 3      | 0      |
| Édouard Duseigneur     | 222 | le 13 juin 1964 contre l'Australie             | le 6 décembre 1964 contre la Grande-Bretagne   | 6      | 0      |
| Francis Mas            | 223 | le 4 juillet 1964 contre l'Australie           | le 9 mars 1969 contre le pays de Galles        | 6      | 0      |
| Pierre Azalbert        | 224 | le 18 juillet 1964 contre l'Australie          | le 18 juillet 1964 contre l'Australie          | 1      | 0      |
| Pierre Plô             | 225 | le 18 juillet 1964 contre l'Australie          | le 1er août 1969 contre la Nouvelle-Zélande    | 3      | 3      |
| Christian Sabatié      | 226 | le 25 juillet 1964 contre la Nouvelle-Zélande  | le 12 mars 1972 contre la Grande-Bretagne      | 29     | 3      |
| Étienne Courtine       | 227 | le 15 août 1964 contre la Nouvelle-Zélande     | le 5 mars 1966 contre la Grande-Bretagne       | 6      | 8      |
| Guy Bruzy              | 228 | le 6 décembre 1964 contre la Grande-Bretagne   | le 4 mars 1967 contre la Grande-Bretagne       | 8      | 15     |
| André Ferren           | 229 | le 6 décembre 1964 contre la Grande-Bretagne   | le 9 mars 1969 contre le pays de Galles        | 6      | 3      |
| René Ségura            | 230 | le 6 décembre 1964 contre la Grande-Bretagne   | le 4 mars 1967 contre la Grande-Bretagne       | 6      | 0      |
| Bertrand Ballouhey     | 231 | le 23 janvier 1965 contre la Grande-Bretagne   | le 23 janvier 1965 contre la Grande-Bretagne   | 1      | 0      |
| Alain Doulieu          | 232 | le 23 janvier 1965 contre la Grande-Bretagne   | le 23 janvier 1965 contre la Grande-Bretagne   | 1      | 0      |
| Jean-Pierre Clar       | 233 | le 23 janvier 1965 contre la Grande-Bretagne   | le 5 février 1972 contre la Grande-Bretagne    | 27     | 3      |
| Jean-Claude Marty      | 234 | le 14 novembre 1965 contre la Nouvelle-Zélande | le 17 février 1974 contre la Grande-Bretagne   | 13     | 9      |
| Joseph Denarnaud       | 235 | le 14 novembre 1965 contre la Nouvelle-Zélande | le 14 novembre 1965 contre la Nouvelle-Zélande | 1      | 0      |
| Roger Garrigue         | 236 | le 14 novembre 1965 contre la Nouvelle-Zélande | le 16 décembre 1973 contre l'Australie         | 22     | 16     |
| Marius Frattini        | 237 | le 28 novembre 1965 contre la Nouvelle-Zélande | le 9 décembre 1973 contre l'Australie          | 6      | 1      |
| Jean Planté            | 238 | le 5 février 1966 contre la Grande-Bretagne    | le 5 février 1966 contre la Grande-Bretagne    | 1      | 0      |
| Hervé Mazard           | 239 | le 5 février 1966 contre la Grande-Bretagne    | le 17 mars 1971 contre la Grande-Bretagne      | 11     | 3      |
| Guy Andrieu            | 240 | le 22 janvier 1967 contre la Grande-Bretagne   | le 9 mars 1969 contre le pays de Galles        | 7      | 0      |
| Jean Colombiès         | 241 | le 22 janvier 1967 contre la Grande-Bretagne   | le 22 janvier 1967 contre la Grande-Bretagne   | 1      | 0      |
| Guy Ribot              | 242 | le 22 janvier 1967 contre la Grande-Bretagne   | le 17 décembre 1967 contre l'Australie         | 2      | 0      |
| Pierre Dubié           | 243 | le 22 janvier 1967 contre la Grande-Bretagne   | le 11 février 1968 contre la Grande-Bretagne   | 5      | 0      |
| Antoine Montcel        | 244 | le 22 janvier 1967 contre la Grande-Bretagne   | le 22 janvier 1967 contre la Grande-Bretagne   | 1      | 0      |
| Aimé Ourliac           | 245 | le 4 mars 1967 contre la Grande-Bretagne       | le 4 mars 1967 contre la Grande-Bretagne       | 1      | 0      |
| Serge Pialat           | 246 | le 6 mars 1967 contre la Grande-Bretagne       | le 6 mars 1967 contre la Grande-Bretagne       | 1      | 0      |
| Yves Raynaud           | 247 | le 17 décembre 1967 contre l'Australie         | le 17 décembre 1967 contre l'Australie         | 1      | 0      |
| Adolphe Alésina        | 248 | le 17 décembre 1967 contre l'Australie         | le 20 janvier 1974 contre la Grande-Bretagne   | 9      | 0      |
| Georges Bonnet         | 249 | le 17 décembre 1967 contre l'Australie         | le 16 décembre 1973 contre l'Australie         | 11     | 3      |
| Jean Capdouze          | 250 | le 17 décembre 1967 contre l'Australie         | le 12 mars 1972 contre la Grande-Bretagne      | 25     | 113    |
| Paul-François de Nadaï | 251 | le 17 décembre 1967 contre l'Australie         | le 21 juin 1975 contre l'Australie             | 31     | 3      |
| Pierre Surre           | 252 | le 24 décembre 1967 contre l'Australie         | le 7 janvier 1968 contre l'Australie           | 2      | 3      |
| André Fabry            | 253 | le 24 décembre 1967 contre l'Australie         | le 24 décembre 1967 contre l'Australie         | 1      | 0      |
| Michel Molinier        | 254 | le 8 janvier 1968 contre l'Australie           | le 16 mars 1975 contre l'Angleterre            | 30     | 24     |
| Michel Bardes          | 255 | le 3 mars 1968 contre la Grande-Bretagne       | le 3 mars 1968 contre la Grande-Bretagne       | 1      | 0      |
| Jean-Claude Cros       | 256 | le 25 mai 1968 contre la Nouvelle-Zélande      | le 28 novembre 1971 contre la Nouvelle-Zélande | 18     | 0      |
| Jean-René Ledru        | 257 | le 2 juin 1968 contre la Grande-Bretagne       | le 17 février 1974 contre la Grande-Bretagne   | 4      | 3      |
| Victor Serrano         | 258 | le 8 juin 1968 contre l'Australie              | le 16 mars 1975 contre l'Angleterre            | 16     | 20     |
| Yves Chabert           | 259 | le 30 novembre 1968 contre la Grande-Bretagne  | le 30 novembre 1968 contre l'Angleterre        | 1      | 4      |
| Pierre Saboureau       | 260 | le 30 novembre 1968 contre la Grande-Bretagne  | le 20 mars 1977 contre l'Angleterre            | 3      | 0      |
| Serge Marsolan         | 261 | le 30 novembre 1968 contre la Grande-Bretagne  | le 20 janvier 1974 contre la Grande-Bretagne   | 23     | 24     |
| José Calle             | 262 | le 30 novembre 1968 contre la Grande-Bretagne  | le 15 janvier 1978 contre le pays de Galles    | 17     | 27     |
| Raymond Rebujent       | 263 | le 30 novembre 1968 contre la Grande-Bretagne  | le 30 novembre 1968 contre l'Angleterre        | 1      | 0      |
| Jacques Cabero         | 264 | le 30 novembre 1968 contre la Grande-Bretagne  | le 7 février 1971 contre la Grande-Bretagne    | 8      | 3      |
| Jean-Marie Armand      | 265 | le 30 novembre 1968 contre la Grande-Bretagne  | le 30 novembre 1968 contre la Grande-Bretagne  | 1      | 0      |
| Raymond Toujas         | 266 | le 30 novembre 1968 contre la Grande-Bretagne  | le 5 novembre 1972 contre l'Australie          | 5      | 0      |
| Louis Bonnery          | 267 | le 2 février 1969 contre la Grande-Bretagne    | le 23 octobre 1969 contre le pays de Galles    | 2      | 3      |
| Patrick Carias         | 268 | le 2 février 1969 contre la Grande-Bretagne    | le 2 février 1969 contre la Grande-Bretagne    | 1      | 0      |
| Roger Biffi            | 269 | le 25 octobre 1969 contre l'Angleterre         | le 12 mars 1972 contre la Grande-Bretagne      | 6      | 3      |
| Gérard Crémoux         | 270 | le 25 octobre 1969 contre l'Angleterre         | le 28 octobre 1970 contre la Grande-Bretagne   | 2      | 0      |
| Jean-Pierre Magagnin   | 271 | le 24 janvier 1970 contre le pays de Galles    | le 15 mars 1970 contre l'Angleterre            | 2      | 0      |
| André Ruiz             | 272 | le 25 octobre 1970 contre la Nouvelle-Zélande  | le 19 juin 1977 contre la Nouvelle-Zélande     | 19     | 12     |
| Élie Bonal             | 273 | le 25 octobre 1970 contre la Nouvelle-Zélande  | le 5 juin 1975 contre la Nouvelle-Zélande      | 8      | 3      |
| Floréal Bonet          | 274 | le 25 octobre 1970 contre la Nouvelle-Zélande  | le 12 mars 1972 contre la Grande-Bretagne      | 5      | 0      |
| Germain Guiraud        | 275 | le 28 octobre 1970 contre la Grande-Bretagne   | le 21 novembre 1971 contre la Nouvelle-Zélande | 2      | 0      |
| André Clerc            | 276 | le 11 novembre 1970 contre l'Australie         | le 11 novembre 1970 contre l'Australie         | 1      | 0      |
| Christian Clar         | 277 | le 11 novembre 1970 contre l'Australie         | le 11 novembre 1970 contre l'Australie         | 1      | 0      |
| Didier Hermet          | 278 | le 11 novembre 1970 contre l'Australie         | le 4 juillet 1981 contre l'Australie           | 19     | 0      |
| Jean-Marie Bonal       | 279 | le 7 février 1971 contre la Grande-Bretagne    | le 5 novembre 1972 contre l'Australie          | 4      | 19     |
| Jean-Pierre Sauret     | 280 | le 7 février 1971 contre la Grande-Bretagne    | le 19 juin 1977 contre la Nouvelle-Zélande     | 17     | 3      |
| René Arné              | 281 | le 17 mars 1971 contre la Grande-Bretagne      | le 17 mars 1971 contre la Grande-Bretagne      | 1      | 0      |
| Marcel Péré            | 282 | le 17 mars 1971 contre la Grande-Bretagne      | le 17 mars 1971 contre la Grande-Bretagne      | 1      | 2      |
| Jean-Marie Imbert      | 283 | le 17 mars 1971 contre la Grande-Bretagne      | le 5 mars 1978 contre l'Angleterre             | 21     | 2      |
| Guy Lavigne            | 284 | le 17 mars 1971 contre la Grande-Bretagne      | le 17 mars 1971 contre la Grande-Bretagne      | 1      | 0      |
| Jean-Louis Solier      | 285 | le 11 novembre 1971 contre la Nouvelle-Zélande | le 16 juin 1975 contre le pays de Galles       | 3      | 0      |
| Daniel Camiade         | 286 | le 11 novembre 1971 contre la Nouvelle-Zélande | le 11 novembre 1971 contre la Nouvelle-Zélande | 1      | 8      |
| Francis Ribère         | 287 | le 11 novembre 1971 contre la Nouvelle-Zélande | le 11 novembre 1971 contre la Nouvelle-Zélande | 1      | 0      |
| Jean-Louis Quintilla   | 288 | le 11 novembre 1971 contre la Nouvelle-Zélande | le 11 novembre 1971 contre la Nouvelle-Zélande | 1      | 0      |
| Serge Gleyzes          | 289 | le 11 novembre 1971 contre la Nouvelle-Zélande | le 20 février 1977 contre le pays de Galles    | 17     | 0      |
| René Terrats           | 290 | le 11 novembre 1971 contre la Nouvelle-Zélande | le 19 juin 1977 contre la Nouvelle-Zélande     | 14     | 3      |
| Roger Gardon           | 291 | le 21 novembre 1971 contre la Nouvelle-Zélande | le 17 février 1974 contre la Grande-Bretagne   | 2      | 0      |
| Bernard Guilhem        | 292 | le 21 novembre 1971 contre la Nouvelle-Zélande | le 5 mars 1978 contre l'Angleterre             | 11     | 36     |
| Jacques Gayral         | 293 | le 21 novembre 1971 contre la Nouvelle-Zélande | le 21 novembre 1971 contre la Nouvelle-Zélande | 1      | 0      |
| Max Théron             | 294 | le 21 novembre 1971 contre la Nouvelle-Zélande | le 21 novembre 1971 contre la Nouvelle-Zélande | 1      | 0      |
| Guy Cénet              | 295 | le 21 novembre 1971 contre la Nouvelle-Zélande | le 6 février 1972 contre la Grande-Bretagne    | 3      | 0      |
| Charles Zalduendo      | 296 | le 28 novembre 1971 contre la Nouvelle-Zélande | le 18 décembre 1982 contre l'Australie         | 22     | 0      |
| Richard Alonso         | 297 | le 6 février 1972 contre la Grande-Bretagne    | le 17 février 1974 contre la Grande-Bretagne   | 2      | 0      |
| Francis Pierre         | 298 | le 12 mars 1972 contre la Grande-Bretagne      | le 17 février 1974 contre la Grande-Bretagne   | 3      | 5      |
| Christian Laskawiec    | 299 | le 12 mars 1972 contre la Grande-Bretagne      | le 15 janvier 1978 contre le pays de Galles    | 5      | 6      |
| Daniel Fédou           | 300 | le 12 mars 1972 contre la Grande-Bretagne      | le 12 mars 1972 contre la Grande-Bretagne      | 1      | 0      |

## 301 à 400
| Nom                    | No  | Première sélection                                 | Dernière sélection                                     | Matchs | Points |
| ---------------------- | --- | -------------------------------------------------- | ------------------------------------------------------ | ------ | ------ |
| Jacques Garzino        | 301 | le 28 octobre 1972 contre la Nouvelle-Zélande      | le 20 janvier 1974 contre la Grande-Bretagne           | 3      | 0      |
| Jacques Franck         | 302 | le 28 octobre 1972 contre la Nouvelle-Zélande      | le 20 janvier 1974 contre la Grande-Bretagne           | 6      | 3      |
| Michel Anglade         | 303 | le 28 octobre 1972 contre la Nouvelle-Zélande      | le 21 juin 1975 contre l'Australie                     | 7      | 0      |
| Guy Rodriguez          | 304 | le 1er novembre 1972 contre la Grande-Bretagne     | le 15 janvier 1978 contre le pays de Galles            | 5      | 0      |
| Michel Mazaré          | 305 | le 5 novembre 1972 contre l'Australie              | le 16 mars 1980 contre le pays de Galles               | 5      | 1      |
| Maurice de Matos       | 306 | le 9 décembre 1973 contre l'Australie              | le 11 octobre 1975 contre l'Angleterre                 | 2      | 0      |
| Patrick Rives          | 307 | le 9 décembre 1973 contre l'Australie              | le 20 janvier 1974 contre la Grande-Bretagne           | 3      | 0      |
| Christian Carré        | 308 | le 9 décembre 1973 contre l'Australie              | le 16 décembre 1973 contre l'Australie                 | 2      | 0      |
| Charles Thénégal       | 309 | le 9 décembre 1973 contre l'Australie              | le 26 octobre 1975 contre l'Australie                  | 4      | 0      |
| Jean-Jacques Cologni   | 310 | le 9 décembre 1973 contre l'Australie              | le 20 décembre 1982 contre l'Australie                 | 7      | 6      |
| Lambert Brunet         | 311 | le 16 décembre 1973 contre l'Australie             | le 16 décembre 1973 contre l'Australie                 | 1      | 0      |
| Aimé Barcelli          | 312 | le 20 janvier 1974 contre la Grande-Bretagne       | le 20 janvier 1974 contre la Grande-Bretagne           | 1      | 0      |
| Michel Moussard        | 313 | le 20 janvier 1974 contre la Grande-Bretagne       | le 19 juin 1977 contre la Nouvelle-Zélande             | 5      | 0      |
| Fernand Kaminski       | 314 | le 17 février 1974 contre la Grande-Bretagne       | le 21 juin 1975 contre l'Australie                     | 5      | 0      |
| Michel Maïque          | 315 | le 17 février 1974 contre la Grande-Bretagne       | le 24 mars 1979 contre l'Angleterre                    | 8      | 0      |
| Gilbert Rouanet        | 316 | le 17 février 1974 contre la Grande-Bretagne       | le 17 février 1974 contre la Grande-Bretagne           | 1      | 0      |
| Guy Vigouroux          | 317 | le 19 janvier 1975 contre l'Angleterre             | le 11 octobre 1975 contre l'Angleterre                 | 3      | 0      |
| Gabriel Laskawiec      | 318 | le 19 janvier 1975 contre l'Angleterre             | le 16 février 1975 contre le pays de Galles            | 2      | 0      |
| Bernard Curt           | 319 | le 19 janvier 1975 contre l'Angleterre             | le 20 mars 1977 contre l'Angleterre                    | 8      | 6      |
| Michel Cassin          | 320 | le 19 janvier 1975 contre l'Angleterre             | le 5 mars 1978 contre l'Angleterre                     | 11     | 0      |
| Antoine Gonzalès       | 321 | le 16 février 1975 contre le pays de Galles        | le 5 mars 1978 contre l'Angleterre                     | 7      | 0      |
| Francis Tranier        | 322 | le 2 mars 1975 contre le pays de Galles            | le 16 mars 1980 contre l'Angleterre                    | 9      | 6      |
| Jean-Pierre Lacoste    | 323 | le 2 mars 1975 contre le pays de Galles            | le 6 novembre 1975 contre le pays de Galles            | 3      | 1      |
| Jean-Louis Castel      | 324 | le 2 mars 1975 contre le pays de Galles            | le 14 octobre 1979 contre la Papouasie-Nouvelle-Guinée | 3      | 0      |
| André Dumas            | 325 | le 15 juin 1975 contre la Nouvelle-Zélande         | le 21 juin 1975 contre l'Australie                     | 2      | 0      |
| Jean-Claude Mayorgas   | 326 | le 15 juin 1975 contre la Nouvelle-Zélande         | le 29 mai 1977 contre la Papouasie-Nouvelle-Guinée     | 3      | 0      |
| Jean-François Gréchi   | 327 | le 11 octobre 1975 contre l'Angleterre             | le 6 novembre 1975 contre le pays de Galles            | 4      | 0      |
| Michel Laffargue       | 328 | le 11 octobre 1975 contre l'Angleterre             | le 15 janvier 1978 contre le pays de Galles            | 2      | 0      |
| Guy Garcia             | 329 | le 11 octobre 1975 contre l'Angleterre             | le 23 novembre 1981 contre la Nouvelle-Zélande         | 4      | 0      |
| Francis Duthil         | 330 | le 11 octobre 1975 contre l'Angleterre             | le 11 octobre 1975 contre l'Angleterre                 | 1      | 0      |
| Jean-Marie Bosc        | 331 | le 11 octobre 1975 contre l'Angleterre             | le 11 octobre 1975 contre l'Angleterre                 | 1      | 0      |
| Jean-Pierre Trémouille | 332 | le 11 octobre 1975 contre l'Angleterre             | le 31 janvier 1981 contre le pays de Galles            | 6      | 3      |
| Guy Bucchi             | 333 | le 11 octobre 1975 contre l'Angleterre             | le 11 octobre 1975 contre l'Angleterre                 | 1      | 0      |
| Marcel Pillon          | 334 | le 17 octobre 1975 contre la Nouvelle-Zélande      | le 6 décembre 1981 contre la Grande-Bretagne           | 12     | 0      |
| Patrick Chauvet        | 335 | le 17 octobre 1975 contre la Nouvelle-Zélande      | le 5 juin 1977 contre la Grande-Bretagne               | 5      | 6      |
| Philippe Clergeau      | 336 | le 26 octobre 1975 contre l'Australie              | le 26 octobre 1975 contre l'Australie                  | 1      | 0      |
| Yves Alvernhe          | 337 | le 6 novembre 1975 contre le pays de Galles        | le 6 novembre 1975 contre le pays de Galles            | 1      | 0      |
| Jacques Guigue         | 338 | le 20 février 1977 contre le pays de Galles        | le 6 mars 1983 contre la Grande-Bretagne               | 14     | 3      |
| Jean-Marc Bourret      | 339 | le 20 février 1977 contre le pays de Galles        | le 7 décembre 1980 contre la Nouvelle-Zélande          | 12     | 60     |
| Guy Alard              | 340 | le 20 février 1977 contre le pays de Galles        | le 18 juillet 1981 contre l'Australie                  | 12     | 0      |
| Henri Daniel           | 341 | le 20 février 1977 contre le pays de Galles        | le 5 décembre 1982 contre l'Australie                  | 18     | 0      |
| Hervé Bonet            | 342 | le 20 février 1977 contre le pays de Galles        | le 5 juin 1977 contre la Grande-Bretagne               | 4      | 3      |
| Manuel Caravaca        | 343 | le 20 février 1977 contre le pays de Galles        | le 29 janvier 1984 contre la Grande-Bretagne           | 13     | 0      |
| Joël Roosebrouck       | 344 | le 20 février 1977 contre le pays de Galles        | le 6 mars 1983 contre la Grande-Bretagne               | 22     | 21     |
| José Moya              | 345 | le 20 mars 1977 contre l'Angleterre                | le 21 février 1981 contre l'Angleterre                 | 11     | 38     |
| Christian Baile        | 346 | le 29 mai 1977 contre la Papouasie-Nouvelle-Guinée | le 16 mars 1980 contre l'Angleterre                    | 4      | 3      |
| Max Chantal            | 347 | le 29 mai 1977 contre la Papouasie-Nouvelle-Guinée | le 13 décembre 1986 contre l'Australie                 | 27     | 0      |
| Jean-Louis Brial       | 348 | le 29 mai 1977 contre la Papouasie-Nouvelle-Guinée | le 29 mai 1977 contre la Papouasie-Nouvelle-Guinée     | 1      | 0      |
| Jackie Imbert          | 349 | le 29 mai 1977 contre la Papouasie-Nouvelle-Guinée | le 20 février 1983 contre la Grande-Bretagne           | 6      | 2      |
| Serge Loubet           | 350 | le 15 janvier 1978 contre le pays de Galles        | le 15 janvier 1978 contre le pays de Galles            | 1      | 0      |
| Christian Lassale      | 351 | le 15 janvier 1978 contre le pays de Galles        | le 15 janvier 1978 contre le pays de Galles            | 1      | 0      |
| José Giné              | 352 | le 15 janvier 1978 contre le pays de Galles        | le 20 décembre 1981 contre la Grande-Bretagne          | 13     | 0      |
| Roland Gorse           | 353 | le 15 janvier 1978 contre le pays de Galles        | le 15 janvier 1978 contre le pays de Galles            | 1      | 0      |
| Jean-Pierre Siré       | 354 | le 5 mars 1978 contre l'Angleterre                 | le 7 décembre 1980 contre la Nouvelle-Zélande          | 4      | 0      |
| Christian Laumond      | 355 | le 26 novembre 1978 contre l'Australie             | le 18 décembre 1982 contre l'Australie                 | 11     | 0      |
| Michel Naudo           | 356 | le 26 novembre 1978 contre l'Australie             | le 7 juin 1981 contre la Nouvelle-Zélande              | 7      | 9      |
| Gérard Borreil         | 357 | le 26 novembre 1978 contre l'Australie             | le 10 décembre 1978 contre l'Australie                 | 2      | 0      |
| Éric Waligunda         | 358 | le 26 novembre 1978 contre l'Australie             | le 6 décembre 1981 contre la Grande-Bretagne           | 8      | 9      |
| Ivan Grésèque          | 359 | le 26 novembre 1978 contre l'Australie             | le 24 novembre 1985 contre la Nouvelle-Zélande         | 15     | 9      |
| André Malacamp         | 360 | le 26 novembre 1978 contre l'Australie             | le 25 juillet 1981 contre la Papouasie-Nouvelle-Guinée | 9      | 0      |
| Delphin Castanon       | 361 | le 26 novembre 1978 contre l'Australie             | le 25 juillet 1981 contre la Papouasie-Nouvelle-Guinée | 10     | 0      |
| Jean-Marc Gonzales     | 362 | le 4 février 1979 contre le pays de Galles         | le 16 mars 1980 contre l'Angleterre                    | 4      | 14     |
| Guy Laforgue           | 363 | le 4 février 1979 contre le pays de Galles         | le 15 novembre 1987 contre l'Angleterre                | 18     | 0      |
| Alain Touchagues       | 364 | le 24 mars 1979 contre l'Angleterre                | le 24 mars 1979 contre l'Angleterre                    | 1      | 6      |
| Bernard Gayé           | 365 | le 14 octobre 1979 contre la Papouasie-Nlle-Guinée | le 28 octobre 1979 contre la Papouasie-Nlle-Guinée     | 2      | 0      |
| Patrick Nauroy         | 366 | le 14 octobre 1979 contre la Papouasie-Nlle-Guinée | le 28 octobre 1979 contre la Papouasie-Nlle-Guinée     | 2      | 6      |
| Sébastien Rodriguez    | 367 | le 26 janvier 1980 contre le pays de Galles        | le 13 décembre 1986 contre d'Australie                 | 12     | 3      |
| Hugues Ratier          | 368 | le 23 novembre 1980 contre la Nouvelle-Zélande     | le 27 juin 1990 contre l'Australie                     | 28     | 15     |
| Hervé Guiraud          | 369 | le 23 novembre 1980 contre la Nouvelle-Zélande     | le 6 mars 1983 contre la Grande-Bretagne               | 13     | 3      |
| Jean-Jacques Vila      | 370 | le 23 novembre 1980 contre la Nouvelle-Zélande     | le 4 juillet 1981 contre l'Australie                   | 3      | 0      |
| Guy Delaunay           | 371 | le 23 novembre 1980 contre la Nouvelle-Zélande     | le 27 janvier 1991 contre la Grande-Bretagne           | 17     | 0      |
| Bernard Imbert         | 372 | le 7 décembre 1980 contre la Nouvelle-Zélande      | le 4 juillet 1981 contre l'Australie                   | 2      | 0      |
| Dominique Verdière     | 373 | le 7 décembre 1980 contre la Nouvelle-Zélande      | le 6 décembre 1981 contre la Grande-Bretagne           | 2      | 0      |
| Christian Maccali      | 374 | le 31 janvier 1981 contre le pays de Galles        | le 17 mars 1985 contre la Grande-Bretagne              | 15     | 4      |
| Philippe Fourquet      | 375 | le 31 janvier 1981 contre le pays de Galles        | le 3 décembre 1989 contre la Nouvelle-Zélande          | 15     | 7      |
| André Pérez            | 376 | le 21 juin 1981 contre la Nouvelle-Zélande         | le 8 février 1987 contre la Grande-Bretagne            | 12     | 28     |
| Jean-Louis Bézard      | 377 | le 21 juin 1981 contre la Nouvelle-Zélande         | le 21 juin 1981 contre la Nouvelle-Zélande             | 1      | 0      |
| Pierre Gonzalès        | 378 | le 21 juin 1981 contre la Nouvelle-Zélande         | le 21 juin 1981 contre la Nouvelle-Zélande             | 1      | 0      |
| Marc Ambert            | 379 | le 21 février 1981 contre l'Angleterre             | le 20 février 1983 contre la Grande-Bretagne           | 6      | 0      |
| Serge Costals          | 380 | le 6 décembre 1981 contre la Grande-Bretagne       | le 6 décembre 1981 contre la Grande-Bretagne           | 1      | 0      |
| Laurent Girardet       | 381 | le 6 décembre 1981 contre la Grande-Bretagne       | le 6 décembre 1981 contre la Grande-Bretagne           | 1      | 0      |
| Christian Scicchitano  | 382 | le 6 décembre 1981 contre la Grande-Bretagne       | le 8 février 1987 contre la Grande-Bretagne            | 7      | 3      |
| Michel Laville         | 383 | le 6 décembre 1981 contre la Grande-Bretagne       | le 20 février 1983 contre la Grande-Bretagne           | 4      | 1      |
| Thierry Bernabé        | 384 | le 6 décembre 1981 contre la Grande-Bretagne       | le 23 juin 1991 contre la Nouvelle-Zélande             | 13     | 0      |
| Patrick Solal          | 385 | le 20 décembre 1981 contre la Grande-Bretagne      | le 17 février 1984 contre la Grande-Bretagne           | 6      | 9      |
| Étienne Kaminski       | 386 | le 20 décembre 1981 contre la Grande-Bretagne      | le 20 février 1983 contre la Grande-Bretagne           | 3      | 9      |
| Yves Storer            | 387 | le 31 juillet 1982 contre la Grande-Bretagne       | le 24 novembre 1991 contre la Papouasie-Nlle-Guinée    | 10     | 4      |
| Didier Bernard         | 388 | le 31 juillet 1982 contre la Grande-Bretagne       | le 17 février 1984 contre la Grande-Bretagne           | 4      | 3      |
| Philippe Fourcade      | 389 | le 5 décembre 1982 contre l'Australie              | le 5 décembre 1982 contre l'Australie                  | 1      | 0      |
| Dominique Baloup       | 390 | le 6 mars 1983 contre la Grande-Bretagne           | le 1er mars 1985 contre la Grande-Bretagne             | 4      | 2      |
| Didier Prunac          | 391 | le 6 mars 1983 contre la Grande-Bretagne           | le 6 mars 1983 contre la Grande-Bretagne               | 1      | 0      |
| Patrick Wosniak        | 392 | le 29 janvier 1984 contre la Grande-Bretagne       | le 13 décembre 1986 contre l'Australie                 | 3      | 0      |
| Pierre Aillères        | 393 | le 29 janvier 1984 contre la Grande-Bretagne       | le 7 mars 1992 contre la Grande-Bretagne               | 12     | 0      |
| Marc Palanques         | 394 | le 29 janvier 1984 contre la Grande-Bretagne       | le 8 février 1987 contre la Grande-Bretagne            | 7      | 0      |
| Roger Palisses         | 394 | le 17 févier 1984 contre la Grande-Bretagne        | le 23 juin 1991 contre la Nouvelle-Zélande             | 7      | 0      |
| Patrick Trinques       | 395 | le 17 févier 1984 contre la Grande-Bretagne        | le 8 février 1987 contre la Grande-Bretagne            | 2      | 0      |
| Jean-Louis Meurin      | 396 | le 17 févier 1984 contre la Grande-Bretagne        | le 1er mars 1985 contre la Grande-Bretagne             | 2      | 0      |
| Bruno Guasch           | 397 | le 17 févier 1984 contre la Grande-Bretagne        | le 7 décembre 1985 contre la Nouvelle-Zélande          | 2      | 0      |
| Bernard Jean           | 398 | le 1er mars 1985 contre la Grande-Bretagne         | le 1er mars 1985 contre la Grande-Bretagne             | 1      | 0      |
| Serge Titeux           | 399 | le 1er mars 1985 contre la Grande-Bretagne         | le 9 décembre 1990 contre l'Australie                  | 10     | 0      |
| Didier Couston         | 399 | le 17 mars 1985 contre la Grande-Bretagne          | le 24 janvier 1987 contre la Grande-Bretagne           | 7      | 20     |
| Pierre Montgaillard    | 400 | le 17 mars 1985 contre la Grande-Bretagne          | le 24 novembre 1991 contre la Papouasie-Nlle-Guinée    | 8      | 0      |

## 401 à 500
| Nom                   | No  | Première sélection                                  | Dernière sélection                                  | Matchs | Points |
| --------------------- | --- | --------------------------------------------------- | --------------------------------------------------- | ------ | ------ |
| Daniel Verdès         | 401 | le 17 mars 1985 contre la Grande-Bretagne           | le 7 juin 1991 contre la Papouasie-Nlle-Guinée      | 17     | 8      |
| Luc Mendes            | 402 | le 17 mars 1985 contre la Grande-Bretagne           | le 17 mars 1985 contre la Grande-Bretagne           | 1      | 0      |
| Dominique Espugna     | 403 | le 24 novembre 1985 contre la Nouvelle-Zélande      | le 6 février 1988 contre la Grande-Bretagne         | 9      | 4      |
| Yannick Mantese       | 404 | le 24 novembre 1985 contre la Nouvelle-Zélande      | le 24 janvier 1987 contre la Grande-Bretagne        | 2      | 0      |
| Serge Perez           | 405 | le 24 novembre 1985 contre la Nouvelle-Zélande      | le 24 novembre 1985 contre la Nouvelle-Zélande      | 1      | 0      |
| Denis Bergé           | 406 | le 7 décembre 1985 contre la Nouvelle-Zélande       | le 1er mars 1986 contre la Gande-Bretagne           | 3      | 0      |
| Jean-Luc Rabot        | 407 | le 7 décembre 1985 contre la Nouvelle-Zélande       | le 27 juin 1990 contre l'Australie                  | 14     | 4      |
| Gilles Dumas          | 408 | le 16 février 1986 contre la Grande-Bretagne        | le 2 avril 1993 contre la Grande-Bretagne           | 27     | 111    |
| Alain Maury           | 409 | le 16 février 1986 contre la Grande-Bretagne        | le 30 novembre 1986 contre l'Australie              | 2      | 0      |
| Pascal Laroche        | 410 | le 16 février 1986 contre la Grande-Bretagne        | le 1er mars 1986 contre la Grande-Bretagne          | 2      | 0      |
| Patrick Entat         | 411 | le 16 février 1986 contre la Grande-Bretagne        | le 12 juin 1996 contre l'Angleterre                 | 36     | 16     |
| Patrick Baco          | 412 | le 16 février 1986 contre la Grande-Bretagne        | le 1er mars 1986 contre la Grande-Bretagne          | 2      | 0      |
| Serge Bret            | 413 | le 30 novembre 1986 contre l'Australie              | le 9 décembre 1990 contre l'Australie               | 3      | 0      |
| Philippe Gestas       | 414 | le 13 décembre 1986 contre l'Australie              | le 6 février 1988 contre la Grande-Bretagne         | 3      | 0      |
| Cyrille Pons          | 415 | le 24 janvier 1987 contre la Grande-Bretagne        | le 22 mars 1992 contre le pays de Galles            | 19     | 32     |
| Patrick Rocci         | 416 | le 24 janvier 1987 contre la Grande-Bretagne        | le 5 février 19989 contre la Grande-Bretagne        | 3      | 0      |
| Gaston Berteloite     | 417 | le 8 février 1987 contre la Grande-Bretagne         | le 8 février 1987 contre la Grande-Bretagne         | 1      | 0      |
| Denis Biénès          | 418 | le 8 février 1987 contre la Grande-Bretagne         | le 24 novembre 1991 contre la Papouasie-Nlle-Guinée | 12     | 4      |
| Jacques Moliner       | 419 | le 8 février 1987 contre la Grande-Bretagne         | le 16 février 1991 contre la Grande-Bretagne        | 12     | 4      |
| Jean-Philippe Pougeau | 420 | le 15 novembre 1987 contre la Papouasie-Nlle-Guinée | le 18 mars 1990 contre la Grande-Bretagne           | 6      | 0      |
| David Fraisse         | 421 | le 15 novembre 1987 contre la Papouasie-Nlle-Guinée | le 9 octobre 1995 contre le pays de Galles          | 24     | 40     |
| Frédéric Bourrel      | 422 | le 15 novembre 1987 contre la Papouasie-Nlle-Guinée | le 18 juin 1992 contre la Russie                    | 4      | 25     |
| Mathieu Khedimi       | 423 | le 15 novembre 1987 contre la Papouasie-Nlle-Guinée | le 4 décembre 1994 contre l'Australie               | 8      | 4      |
| Daniel Divet          | 424 | le 15 novembre 1987 contre la Papouasie-Nlle-Guinée | le 5 mars 1995 contre le pays de Galles             | 16     | 8      |
| Marc Tisseyre         | 425 | le 24 janvier 1988 contre la Grande-Bretagne        | le 12 octobre 1995 contre les Samoa                 | 15     | 32     |
| Eric Vergniol         | 426 | le 21 janvier 1989 contre la Grande-Bretagne        | le 11 novembre 1998 contre l'Ecosse                 | 8      | 14     |
| Marcel Criotier       | 427 | le 21 janvier 1989 contre la Grande-Bretagne        | le 21 janvier 1989 contre la Grande-Bretagne        | 1      | 0      |
| Thierry Valero        | 428 | le 21 janvier 1989 contre la Grande-Bretagne        | le 12 octobre 1995 contre les Samoa                 | 24     | 0      |
| Thierry Buttignol     | 429 | le 21 janvier 1989 contre la Grande-Bretagne        | le 2 avril 1993 contre la Grande-Bretagne           | 15     | 0      |
| Jean Frison           | 430 | le 5 février 1989 contre la Grande-Bretagne         | le 9 juillet 1994 contre les Fidji                  | 15     | 8      |
| Didier Cabestany      | 431 | le 19 novembre 1989 contre la Nouvelle-Zélande      | le 3 juin 2000 contre la Russie                     | 29     | 20     |
| Jean-Bernard Saumitou | 432 | le 19 novembre 1989 contre la Nouvelle-Zélande      | le 16 février 1991 contre la Grande-Bretagne        | 3      | 0      |
| Pierre Chamorin       | 433 | le 19 novembre 1989 contre la Nouvelle-Zélande      | le 9 juillet 1997 contre l'Ecosse                   | 24     | 27     |
| Philippe Chiron       | 434 | le 3 décembre 1989 contre la Nouvelle-Zélande       | le 18 juin 1992 contre la Russie                    | 4      | 12     |
| Régis Courty          | 435 | le 3 décembre 1989 contre la Nouvelle-Zélande       | le 3 décembre 1989 contre la Nouvelle-Zélande       | 1      | 0      |
| Charles Frison        | 436 | le 7 avril 1990 contre la Grande-Bretagne           | le 18 juin 1992 contre la Russie                    | 4      | 0      |
| Éric Castel           | 437 | le 27 juin 1990 contre l'Australie                  | le 7 mars 1993 contre la Grande-Bretagne            | 2      | 0      |
| Francis Lope          | 438 | le 27 juin 1990 contre l'Australie                  | le 18 juin 1992 contre la Russie                    | 7      | 0      |
| Jean Ruiz             | 439 | le 27 juin 1990 contre l'Australie                  | le 27 octobre 1991 contre la Russie                 | 2      | 0      |
| Michel Roses          | 440 | le 2 décembre 1990 contre l'Australie               | le 2 décembre 1990 contre l'Australie               | 1      | 0      |
| Alain Bouzer          | 441 | le 2 décembre 1990 contre l'Australie               | le 16 février 1991 contre la Grande-Bretagne        | 3      | 0      |
| Christian Calvo       | 442 | le 2 décembre 1990 contre l'Australie               | le 27 octobre 1991 contre la Russie                 | 2      | 0      |
| Patrick Marginet      | 443 | le 2 décembre 1990 contre l'Australie               | le 22 mars 1992 contre le pays de Galles            | 4      | 0      |
| Jacques Rouscayrol    | 444 | le 2 décembre 1990 contre l'Australie               | le 2 décembre 1990 contre l'Australie               | 1      | 0      |
| Christophe Auroy      | 445 | le 27 janvier 1991 contre la Grande-Bretagne        | le 7 juillet 1991 contre la Papouasie-Nlle-Guinée   | 4      | 4      |
| Éric Rémirez          | 446 | le 27 janvier 1991 contre la Grande-Bretagne        | le 16 février 1991 contre la Grande-Bretagne        | 2      | 0      |
| Jean-Pierre Magnac    | 447 | le 27 janvier 1991 contre la Grande-Bretagne        | le 16 février 1991 contre la Grande-Bretagne        | 2      | 0      |
| Abdrajah Baba         | 448 | le 27 janvier 1991 contre la Grande-Bretagne        | le 2 avril 1993 contre la Grande-Bretagne           | 3      | 0      |
| Adolphe Alésina       | 449 | le 16 février 1991 contre la Grande-Bretagne        | le 2 avril 1993 contre la Grande-Bretagne           | 6      | 8      |
| David Despin          | 450 | le 13 juin 1991 contre la Nouvelle-Zélande          | le 12 novembre 2000 contre la Nouvelle-Zélande      | 21     | 8      |
| Bernard Planté        | 451 | le 13 juin 1991 contre la Nouvelle-Zélande          | le 7 juillet 1991 contre la Papouasie-Nlle-Guinée   | 2      | 0      |
| Patrice Campana       | 452 | le 13 juin 1991 contre la Nouvelle-Zélande          | le 13 juin 1991 contre la Nouvelle-Zélande          | 1      | 0      |
| Franck Romano         | 453 | le 13 juin 1991 contre la Nouvelle-Zélande          | le 15 juin 1992 contre la Russie                    | 5      | 0      |
| Pascal Fages          | 454 | le 23 juin 1991 contre la Nouvelle-Zélande          | le 12 octobre 1995 contre les Samoa                 | 16     | 6      |
| Jean-Marc Garcia      | 455 | le 23 juin 1991 contre la Nouvelle-Zélande          | le 12 novembre 2000 contre la Nouvelle-Zélande      | 39     | 92     |
| Gérard Boyals         | 456 | le 23 juin 1991 contre la Nouvelle-Zélande          | le 22 mars 1992 contre le pays de Galles            | 3      | 0      |
| Robert Viscay         | 457 | le 23 juin 1991 contre la Nouvelle-Zélande          | le 23 juin 1991 contre la Nouvelle-Zélande          | 1      | 0      |
| Patrick Torreilles    | 458 | le 7 juillet 1991 contre la Papouasie-Nlle-Guinée   | le 13 mai 1997 contre l'Irlande                     | 24     | 46     |
| Guy Delpech           | 459 | le 7 juillet 1991 contre la Papouasie-Nlle-Guinée   | le 13 décembre 1992 contre le pays de Galles        | 4      | 0      |
| Claude Sirvent        | 460 | le 27 octobre 1991 contre la Russie                 | le 11 novembre 2004 contre la Nouvelle-Zélande      | 37     | 96     |
| Christophe Grandjean  | 461 | le 27 octobre 1991 contre la Russie                 | le 9 juillet 1994 contre les Fidji                  | 7      | 8      |
| Éric Bonnet           | 462 | le 27 octobre 1991 contre la Russie                 | le 27 octobre 1991 contre la Russie                 | 1      | 0      |
| Marc Balleroy         | 463 | le 24 novembre 1991 contre la Papouasie-Nlle-Guinée | le 24 novembre 1991 contre la Papouasie-Nlle-Guinée | 1      | 0      |
| Yves Villoni          | 464 | le 24 novembre 1991 contre la Papouasie-Nlle-Guinée | le 11 novembre 1991 contre la Russie                | 7      | 0      |
| Christophe Bonnafous  | 465 | le 24 novembre 1991 contre la Papouasie-Nlle-Guinée | le 18 juin 1992 contre la Papouasie-Nlle-Guinée     | 6      | 8      |
| Patrick Limongi       | 466 | le 16 février 1992 contre la Grande-Bretagne        | le 18 juin 1992 contre la Papouasie-Nlle-Guinée     | 4      | 0      |
| Bernard Llong         | 467 | le 16 février 1992 contre la Grande-Bretagne        | le 5 mars 1995 contre le pays de Galles             | 12     | 16     |
| Jacques Pech          | 468 | le 16 février 1992 contre la Grande-Bretagne        | le 9 juillet 1997 contre l'Ecosse                   | 12     | 12     |
| Thierry Matteo        | 469 | le 16 février 1992 contre la Grande-Bretagne        | le 16 février 1992 contre la Grande-Bretagne        | 1      | 0      |
| Pascal Bomati         | 470 | le 16 février 1992 contre la Grande-Bretagne        | le 12juin 1992 contre la Grande-Bretagne            | 11     | 0      |
| Lilian Hébert         | 471 | le 16 février 1992 contre la Grande-Bretagne        | le 9 octobre 1995 contre le pays de Galles          | 9      | 4      |
| Philippe Sokolow      | 472 | le 22 mars 1992 contre le pays de Galles            | le 22 mars 1992 contre le pays de Galles            | 1      | 0      |
| Thierry Mater         | 473 | le 22 mars 1992 contre le pays de Galles            | le 22 mars 1992 contre le pays de Galles            | 1      | 0      |
| Bruno Castany         | 474 | le 18 juin 1992 contre la Russie                    | le 11 novembre 1992 contre la Russie                | 2      | 0      |
| Richard Clarke        | 475 | le 11 novembre 1992 contre la Russie                | le 7 mars 1993 contre la Grande-Bretagne            | 3      | 0      |
| Luc Durand            | 476 | le 11 novembre 1992 contre la Russie                | le 11 novembre 1992 contre la Russie                | 1      | 0      |
| Lucien de Macedo      | 477 | le 13 décembre 1992 contre le pays de Galles        | le 7 mars 1993 contre la Grande-Bretagne            | 2      | 4      |
| David Amat            | 478 | le 13 décembre 1992 contre le pays de Galles        | le 2 avril 1993 contre la Grande-Bretagne           | 3      | 0      |
| Theo Anast            | 479 | le 7 mars 1993 contre la Grande-Bretagne            | le 9 juillet 1994 contre les Fidji                  | 6      | 0      |
| Bernard Cartier       | 480 | le 7 mars 1993 contre la Grande-Bretagne            | le 2 avril 1993 contre la Grande-Bretagne           | 2      | 0      |
| Ezzedine Attia        | 481 | le 7 mars 1993 contre la Grande-Bretagne            | le 5 mars 1995 contre le pays de Galles             | 9      | 0      |
| Castaldi Stéphane     | 482 | le 7 mars 1993 contre la Grande-Bretagne            | le 2 avril 1993 contre la Grande-Bretagne           | 8      | 4      |
| Éric van Brussel      | 482 | le 2 avril 1993 contre la Grande-Bretagne           | le 12 juin 1996 contre l'Angleterre                 | 4      | 8      |
| Pascal Mons           | 483 | le 2 avril 1993 contre la Grande-Bretagne           | le 12 octobre 1995 contre les Samoa                 | 2      | 0      |
| Jean-Luc Combettes    | 484 | le 2 avril 1993 contre la Grande-Bretagne           | le 12 juin 1993 contre la Moldavie                  | 3      | 0      |
| Fabien Béranger       | 485 | le 2 avril 1993 contre la Grande-Bretagne           | le 12 juin 1993 contre la Moldavie                  | 2      | 0      |
| Christophe Martinez   | 486 | le 5 juin 1993 contre la Russie                     | le 6 juillet 1994 contre l'Australie                | 5      | 8      |
| Frédéric Serret       | 487 | le 5 juin 1993 contre la Russie                     | le 4 décembre 1994 contre l'Australie               | 2      | 4      |
| Nicolas Reyre         | 488 | le 5 juin 1993 contre la Russie                     | le 12 juin 1993 contre la Moldavie                  | 2      | 4      |
| Régis Pastre-Courtine | 489 | le 5 juin 1993 contre la Russie                     | le 6 décembre 1997 contre l'Afrique du Sud          | 4      | 8      |
| Pascal Jampy          | 490 | le 5 juin 1993 contre la Russie                     | le 16 novembre 2003 contre l'Angleterre             | 37     | 40     |
| Antoine Barbes        | 491 | le 12 juin 1993 contre la Moldavie                  | le 12 juin 1993 contre la Moldavie                  | 1      | 0      |
| Frédéric Teixido      | 492 | le 12 juin 1993 contre la Moldavie                  | le 26 octobre 2001 contre la Grande-Bretagne        | 32     | 0      |
| Frantz Martial        | 493 | le 21 novembre 1993 contre la Nouvelle-Zélande      | le 4 décembre 1994 contre l'Australie               | 5      | 4      |
| Mark Bourneville      | 494 | le 21 novembre 1993 contre la Nouvelle-Zélande      | le 21 novembre 1993 contre la Nouvelle-Zélande      | 1      | 0      |
| Alexandre Couttet     | 495 | le 20 mars 1994 contre la Grande-Bretagne           | le 20 mars 1994 contre la Grande-Bretagne           | 1      | 0      |
| Franck Esponda        | 496 | le 26 juin 1994 contre la Papouasie-Nlle-Guinée     | le 26 juin 1994 contre la Papouasie-Nlle-Guinée     | 1      | 0      |
| Stéphane Tena         | 497 | le 26 juin 1994 contre la Papouasie-Nlle-Guinée     | le 9 juillet 1997 contre l'Ecosse                   | 6      | 4      |
| Patrick Acroue        | 498 | le 6 juillet 1994 contre l'Australie                | le 9 juillet 1994 contre les Fidji                  | 2      | 0      |
| Cyril Baudouin        | 499 | le 6 juillet 1994 contre l'Australie                | le 12 octobre 1995 contre les Samoa                 | 3      | 0      |
| Jean-Charles Giorgi   | 500 | le 6 juillet 1994 contre l'Australie                | le 6 juillet 1994 contre l'Australie                | 1      | 0      |

## 501 à 600
| Nom                    | No  | Première sélection                             | Dernière sélection                                  | Matchs | Points |
| ---------------------- | --- | ---------------------------------------------- | --------------------------------------------------- | ------ | ------ |
| Jean-Marc Vincent      | 501 | le 6 juillet 1994 contre l'Australie           | le 9 juillet 1994 contre les Fidji                  | 2      | 0      |
| Moussa Loukili         | 502 | le 9 juillet 1994 contre les Fidji             | le 9 juillet 1994 contre les Fidji                  | 1      | 0      |
| Régis Brioux           | 503 | le 9 juillet 1994 contre les Fidji             | le 9 juillet 1994 contre les Fidji                  | 1      | 0      |
| Frédéric Banquet       | 504 | le 4 décembre 1994 contre l'Australie          | le 16 novembre 2003 contre l'Angleterre             | 26     | 177    |
| Hadj Boudebza          | 505 | le 4 décembre 1994 contre l'Australie          | le 13 mai 1997 contre l'Irlande                     | 7      | 0      |
| Karl Jaavuo            | 506 | le 4 décembre 1994 contre l'Australie          | le 12 octobre 1995 contre les Samoa                 | 4      | 0      |
| Laurent Lucchese       | 507 | le 15 février 1995 contre l'Angleterre         | le 13 mai 1997 contre l'Irlande                     | 5      | 0      |
| Stéphane Millet        | 508 | le 15 février 1995 contre l'Angleterre         | le novembre 1999 contre le Liban                    | 7      | 20     |
| Brian Coles            | 509 | le 5 mars 1995 contre le pays de Galles        | le 12 octobre 1995 contre les Samoa                 | 5      | 12     |
| Frédéric Sana          | 510 | le 9 juin 1994 contre la Nouvelle-Zélande      | le 16 juin 1994 contre la Nouvelle-Zélande          | 2      | 0      |
| Gaël Tallec            | 511 | le 16 juin 1994 contre la Nouvelle-Zélande     | le 20 juin 2001 contre la Papouasie-Nlle-Guinée     | 17     | 16     |
| Arnaud Dulac           | 512 | le 16 juin 1994 contre la Nouvelle-Zélande     | le 30 octobre 2004 contre l'Angleterre              | 26     | 72     |
| Fabien Devecchi        | 513 | le 18 juin 1995 contre le Canada               | le 26 octobre 2001 contre la Grande-Bretagne        | 23     | 20     |
| Vincent Banet          | 514 | le 18 juin 1995 contre le Canada               | le 11 novembre 1998 contre l'Ecosse                 | 4      | 0      |
| Arnaud Cervello        | 515 | le 5 juin 1996 contre le pays de Galles        | le 12 juin 1996 contre l'Angleterre                 | 2      | 8      |
| Laurent Cambres        | 516 | le 5 juin 1996 contre le pays de Galles        | le 9 juillet 1997 contre l'Ecosse                   | 2      | 0      |
| Jérôme Bisson          | 517 | le 5 juin 1996 contre le pays de Galles        | le 12 juin 1996 contre l'Angleterre                 | 2      | 0      |
| Darren Adams           | 518 | le 12 juin 1996 contre l'Angleterre            | le 12 juin 1996 contre l'Angleterre                 | 1      | 0      |
| Bagdad Yaha            | 519 | le 12 juin 1996 contre l'Angleterre            | le 12 juin 1996 contre l'Angleterre                 | 1      | 0      |
| Bruno Verges           | 520 | le 13 mai 1997 contre l'Irlande                | le 9 mai 2003 contre la Russie                      | 3      | 0      |
| Jason Sands            | 521 | le 13 mai 1997 contre l'Irlande                | le 12 novembre 2000 contre la Nouvelle-Zélande      | 12     | 4      |
| Benoit Bourrel         | 522 | le 13 mai 1997 contre l'Irlande                | le 9 juillet 1997 contre l'Ecosse                   | 2      | 0      |
| Jérôme Guisset         | 523 | le 13 mai 1997 contre l'Irlande                | le 13 juin 2009 contre l'Angleterre                 | 28     | 36     |
| Abderazak El-Khalouki  | 524 | le 9 juillet 1997 contre l'Ecosse              | le 28 octobre 2000 contre la Papouasie-Nlle-Guinée  | 10     | 8      |
| Patrice Benausse       | 525 | le 6 décembre 1997 contre l'Afrique du Sud     | le 28 octobre 2000 contre la Papouasie-Nlle-Guinée  | 8      | 26     |
| Mikhail Piskunov       | 526 | le 6 décembre 1997 contre l'Afrique du Sud     | le 6 décembre 1997 contre l'Afrique du Sud          | 1      | 0      |
| Vincent Wulf           | 527 | le 6 décembre 1997 contre l'Afrique du Sud     | le 2 novembre 2002 contre le Liban                  | 20     | 4      |
| Vea Bloomfield         | 525 | le 6 décembre 1997 contre l'Afrique du Sud     | le 4 novembre 1998 contre l'Irlande                 | 2      | 0      |
| Éric Frayssinet        | 526 | le 6 décembre 1997 contre l'Afrique du Sud     | le 9 mai 2003 contre la Russie                      | 5      | 0      |
| Gilles Gironella       | 527 | le 4 novembre 1998 contre l'Irlande            | le 11 novembre 1998 contre l'Écosse                 | 2      | 0      |
| Romain Sort            | 528 | le 4 novembre 1998 contre l'Irlande            | le 26 octobre 2001 contre la Grande-Bretagne        | 16     | 20     |
| Laurent Carrasco       | 529 | le 11 novembre 1998 contre l'Écosse            | le 9 novembre 2008 contre les Samoa                 | 39     | 8      |
| Amar Tamghart          | 530 | le 11 novembre 1998 contre l'Écosse            | le 11 novembre 1998 contre l'Écosse                 | 1      | 0      |
| Sylvain Houlès         | 531 | le 13 octobre 1999 contre l'Angleterre         | le 10 novembre 2007 contre la Papouasie-Nlle-Guinée | 13     | 20     |
| Laurent Frayssinous    | 532 | le 13 octobre 1999 contre l'Angleterre         | le 18 novembre 2005 contre la Nouvelle-Zélande      | 26     | 120    |
| David Collado          | 533 | le 13 octobre 1999 contre l'Angleterre         | le 26 octobre 2001 contre la Grande-Bretagne        | 2      | 0      |
| Jean-Emmanuel Cassin   | 534 | le 13 octobre 1999 contre l'Angleterre         | le 12 novembre 2000 contre la Nouvelle-Zélande      | 9      | 24     |
| Jean-Christophe Borlin | 535 | le 13 octobre 1999 contre l'Angleterre         | le 1er novembre 2008 contre les Fidji               | 20     | 12     |
| Yacine Dekkiche        | 536 | le 11 novembre 1999 contre le Maroc            | le 28 octobre 2000 contre la Papouasie-Nlle-Guinée  | 4      | 68     |
| Gilles Cornut          | 537 | le 11 novembre 1999 contre le Maroc            | le 26 octobre 2001 contre la Grande-Bretagne        | 6      | 4      |
| Julien Rinaldi         | 538 | le 11 novembre 1999 contre le Maroc            | le 26 octobre 2008 contre l'Écosse                  | 28     | 16     |
| Romain Gagliazzo       | 539 | le 11 novembre 1999 contre le Maroc            | le 31 octobre 2009 contre la Nouvelle-Zélande       | 14     | 4      |
| Pierre Sabatié         | 540 | le 11 novembre 1999 contre le Maroc            | le 27 juin 2008 contre l'Angleterre                 | 6      | 0      |
| Renaud Guigue          | 541 | le 3 juin 2000 contre la Russie                | le 5 novembre 2006 contre les Tonga                 | 19     | 28     |
| Rachid Hechiche        | 541 | le 3 juin 2000 contre la Russie                | le 16 novembre 2003 contre l'Angleterre             | 11     | 12     |
| Jérôme Vincent         | 542 | le 3 juin 2000 contre la Russie                | le 26 juin 2001 contre l'Irlande                    | 5      | 8      |
| Artie Shead            | 542 | le 10 juin 2001 contre la Nouvelle-Zélande     | le 7 novembre 2009 contre l'Australie               | 9      | 4      |
| Éric Anselme           | 543 | le 10 juin 2001 contre la Nouvelle-Zélande     | le 13 juin 2009 contre l'Angleterre                 | 14     | 16     |
| Mickaël Van Snick      | 544 | le 10 juin 2001 contre la Nouvelle-Zélande     | le 5 octobre 2004 contre la Serbie                  | 14     | 24     |
| Patrick Noguera        | 545 | le 26 juin 2001 contre l'Irlande               | le 3 juillet 2001 contre l'Écosse                   | 2      | 0      |
| Aurélien Cologni       | 546 | le 26 octobre 2001 contre la Grande-Bretagne   | le 22 juin 2007 contre la Grande-Bretagne           | 9      | 4      |
| Adel Fellous           | 547 | le 26 octobre 2001 contre la Grande-Bretagne   | le 9 novembre 2008 contre les Samoa                 | 22     | 4      |
| Julien Gerin           | 548 | le 26 octobre 2001 contre la Grande-Bretagne   | le 16 novembre 2003 contre l'Angleterre             | 7      | 12     |
| Frédéric Zitter        | 549 | le 2 novembre 2002 contre le Liban             | le 5 novembre 2006 contre les Tonga                 | 11     | 28     |
| Olivier Pramil         | 550 | le 2 novembre 2002 contre le Liban             | le 11 novembre 2004 contre la Nouvelle-Zélande      | 8      | 0      |
| Sébastien Raguin       | 551 | le 2 novembre 2002 contre le Liban             | le 16 novembre 2013 contre l'Angleterre             | 34     | 24     |
| Fourcade Abasse        | 552 | le 30 novembre 2002 contre la Nouvelle-Zélande | le 30 octobre 2004 contre l'Angleterre              | 6      | 8      |
| David Berthezène       | 553 | le 30 novembre 2002 contre la Nouvelle-Zélande | le 22 octobre 2006 contre l'Angleterre              | 15     | 8      |
| Jamal Fakir            | 554 | le 30 novembre 2002 contre la Nouvelle-Zélande | le 31 octobre 2014 contre l'Écosse                  | 32     | 12     |
| Sébastien Terrado      | 555 | le 9 mai 2003 contre la Russie                 | le 25 octobre 2003 contre le Liban                  | 4      | 25     |
| Florian Chaubet        | 556 | le 9 mai 2003 contre la Russie                 | le 9 octobre 2003 contre le Maroc                   | 2      | 0      |
| Thomas Bosc            | 557 | le 9 mai 2003 contre la Russie                 | le 16 novembre 2013 contre l'Angleterre             | 28     | 132    |
| Christophe Moly        | 558 | le 9 mai 2003 contre la Russie                 | le 7 novembre 2009 contre l'Australie               | 21     | 24     |
| Sébastien Azéma        | 559 | le 9 mai 2003 contre la Russie                 | le 16 novembre 2003 contre l'Angleterre             | 6      | 16     |
| Franck Rovira          | 560 | le 9 mai 2003 contre la Russie                 | le 25 octobre 2003 contre le Liban                  | 4      | 4      |
| Mathieu Julia          | 561 | le 9 mai 2003 contre la Russie                 | le 25 octobre 2003 contre le Liban                  | 4      | 4      |
| Michaël Cousseau       | 562 | le 9 mai 2003 contre la Russie                 | le 9 mai 2003 contre la Russie                      | 1      | 4      |
| Fabrice Estebanez      | 563 | le 19 octobre 2003 contre le Maroc             | le 16 novembre 2003 contre l'Angleterre             | 4      | 52     |
| Hervé Marrot           | 564 | le 19 octobre 2003 contre le Maroc             | le 25 octobre 2003 contre le Liban                  | 3      | 8      |
| Maxime Grésèque        | 565 | le 19 octobre 2003 contre le Maroc             | le 29 octobre 2011 contre l'Écosse                  | 24     | 208    |
| Teddy Sadaoui          | 566 | le 1er novembre 2003 contre l'Irlande          | le 11 novembre 2012 contre l'Angleterre             | 25     | 24     |
| Cédric Gay             | 567 | le 1er novembre 2003 contre l'Irlande          | le 30 octobre 2005 contre la Gérogie                | 5      | 4      |
| John Wiagafa           | 568 | le 1er novembre 2003 contre l'Irlande          | le 16 novembre 2003 contre l'Angleterre             | 3      | 0      |
| Mark Faumuina          | 569 | le 9 novembre 2003 contre l'Écosse             | le 16 novembre 2003 contre l'Angleterre             | 2      | 0      |
| Vincent Almuzara       | 570 | le 2 octobre 2004 contre le Maroc              | le 9 octobre 2004 contre le Liban                   | 2      | 4      |
| Olivier Janzac         | 571 | le 2 octobre 2004 contre le Maroc              | le 2 octobre 2004 contre le Maroc                   | 1      | 4      |
| Christophe Calegari    | 572 | le 2 octobre 2004 contre le Maroc              | le 9 octobre 2004 contre le Liban                   | 3      | 24     |
| Florian Chautard       | 571 | le 2 octobre 2004 contre le Maroc              | le 2 octobre 2004 contre le Maroc                   | 1      | 0      |
| Alexandre Biblocque    | 572 | le 2 octobre 2004 contre le Maroc              | le 2 octobre 2004 contre le Maroc                   | 1      | 4      |
| Grégory Mounis         | 573 | le 2 octobre 2004 contre le Maroc              | le 16 novembre 2013 contre l'Angleterre             | 27     | 18     |
| Sébastien Martins      | 574 | le 2 octobre 2004 contre le Maroc              | le 23 octobre 2010 contre le pays de Galles         | 7      | 8      |
| Rémi Casty             | 575 | le 2 octobre 2004 contre le Maroc              | le 22 octobre 2016 contre l'Angleterre              | 25     | 8      |
| Jacques Pacull         | 576 | le 2 octobre 2004 contre le Maroc              | le 2 octobre 2004 contre le Maroc                   | 1      | 8      |
| Emmanuel Bansept       | 577 | le 2 octobre 2004 contre le Maroc              | le 9 octobre 2004 contre le Liban                   | 3      | 0      |

## Médiatisation et sélection
Dans les premières décennies de l'introduction du rugby à XIII en France, les sélections en équipe nationale sont suivies par la presse nationale sportive. Elles peuvent parfois donner lieu à controverse en raison de tensions récurrentes entre rugby à XV et rugby à XIII, le premier ne pouvant  toujours empêcher le libre choix par les joueurs de la forme de rugby qu'ils veulent pratiquer.
De plus, la sélection en équipe de France prive alors les joueurs de toute possibilité de retourner dans le giron « quinziste ».
Les sélections nationales ont un caractère prestigieux , notamment dans le contexte des premières grandes tournées des années 1950.
Néanmoins, à partir des années 1980, on note un déclin de l'intérêt des médias français pour les sélections nationales.
Hormis le cas d'une partie de la presse régionale, voire des médias anglophones, qui continuent à les suivre et les commenter.
À partir des années 2000-2010, on note une nette réduction du nombre de joueurs sélectionnés issus de l'Élite 1 au profit de joueurs des équipes françaises qui jouent en Super League et en Championship. Ce qui provoque un regain d'intérêt pour les sélections particulièrement au moment de la coupe du monde.
Néanmoins, le chevauchement des calendriers des compétitions des clubs avec celui du calendrier international entraine parfois le retrait de joueurs clefs de l'équipe tricolore, afin de les ménager.